# Timóteo
Timóteo é um município brasileiro no interior do estado de Minas Gerais, Região Sudeste do país. Localiza-se no Vale do Rio Doce e pertence à Região Metropolitana do Vale do Aço, estando situado a cerca de 200 km a leste da capital do estado. Ocupa uma área de pouco mais de 140 km², sendo 18 km² em área urbana, e sua população foi estimada em 84 087 habitantes em 2024.
O começo do povoamento ocorreu em meados do século XIX, quando Francisco de Paula e Silva adquiriu três sesmarias na localidade e se instalou em uma delas, no atual bairro Alegre, próximo ao chamado Ribeirão de Timóteo. Francisco estabeleceu a agricultura e a criação de gado, incentivando a formação de um povoado, mais tarde batizado de São Sebastião do Alegre. Em 1938, houve a criação do distrito subordinado a Antônio Dias, já com a denominação de Timóteo, que na década seguinte foi escolhido para sediar o núcleo industrial da Acesita, atual Aperam South America. Isso só foi possível dada a facilidade de recebimento de matéria prima e escoamento por meio da EFVM, disponibilidade de água no rio Piracicaba e madeira nas vastas matas locais. Em 1948, foi anexado ao município de Coronel Fabriciano.
A pedido da Acesita foi construída uma vila operária destinada a seus trabalhadores, paralela ao núcleo urbano original, porém seu desenvolvimento incentivou a emancipação em 1964. Essa situação levou à divisão da cidade em dois agrupamentos: um composto pelos bairros construídos pela empresa, região que cresceu ao redor do Centro-Norte e ainda hoje é conhecida como "Acesita", apesar da mudança de nome da empresa, e o outro formado a partir das ocupações originais no Centro-Sul, que por sua vez é referido como "Timóteo". Apesar do crescimento do setor de serviços, a indústria ainda representa a principal fonte de renda municipal e sua manutenção na região contribuiu para a formação da Região Metropolitana do Vale do Aço, que corresponde a um dos principais polos urbanos do interior do estado.
O município tem cerca de 35% de sua área protegida pelo Parque Estadual do Rio Doce, que constitui a maior reserva de Mata Atlântica de Minas Gerais. Tradições como o artesanato, as escolas de samba carnavalescas e o congado se destacam na cidade, da mesma forma que atrativos como o Pico do Ana Moura; a Igreja São José Operário, construída pela Acesita para a celebração das atividades religiosas dos fiéis da antiga vila operária; e as praças 29 de Abril e 1º de Maio, que estão entre as principais áreas de lazer e de promoção de eventos da região. A Aperam South America, sob intermédio da Fundação Aperam Acesita, mantém um centro cultural que conta com teatro, um museu da empresa e áreas destinadas a exposições, cursos e aulas de teatro, além de ministrar oficinas em escolas e áreas públicas.

## História

### Colonização da região
A exploração da região conhecida inicialmente como Sertões do Rio Doce teve início no final do século XVI, em expedições à procura de metais preciosos, no entanto o desbravamento dessas terras foi proibido no começo do século XVII, a fim de evitar contrabando do ouro extraído nas redondezas de Diamantina. O povoamento foi liberado em 1755, porém a existência de indígenas no Vale do Rio Doce era vista como um obstáculo para a exploração. Isso fez com que, no início do século XIX, fossem criados "quartéis" com o objetivo de fortalecer a proteção aos colonos pela chamada "4ª Divisão do Rio Doce", na qual situava-se o atual município. Havia a presença dos índios borun, também chamados de botocudos, que habitavam a vasta Mata Atlântica local. Em 1820, a região de Timóteo era conhecida como Alegre e encontrava-se subordinada ao Quartel Onça Pequena, com sede em Jaguaraçu. Data-se dessa ocasião a estadia de Guido Marlière, comandante geral das divisões do rio Doce e responsável pela catequização dos índios pelo leste mineiro em alternativa ao massacre sistemático dos nativos, visando a facilitar a colonização.

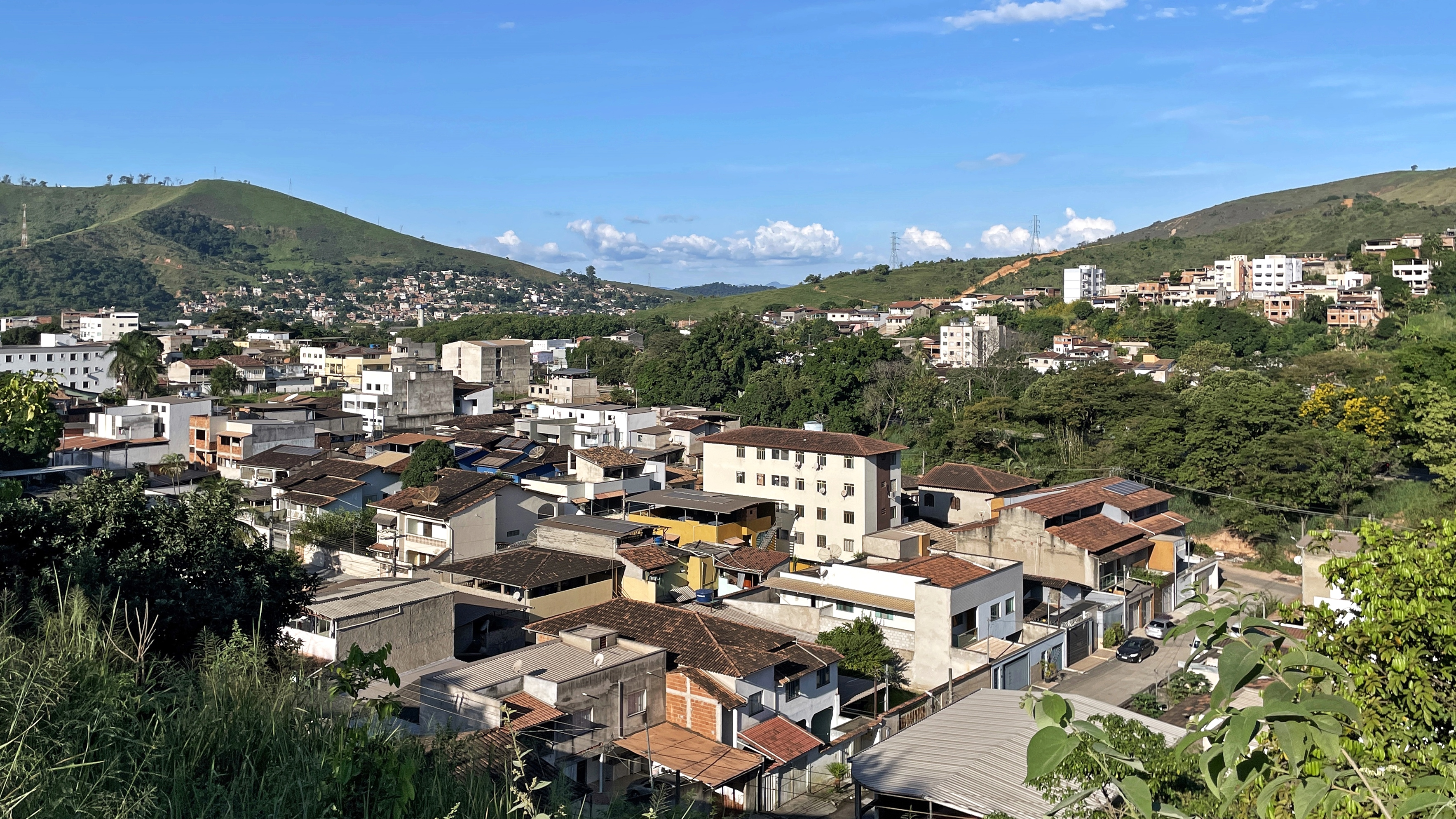
Bairro Alegre, região onde teve início o povoamento do atual município.

Apesar da proibição dos ataques a indígenas em 1831, os nativos já se encontravam praticamente extintos do Vale do Rio Doce, conforme consta em documentos de 1832, o que serviu como um incentivo à estadia de forasteiros e à colonização. Data de 11 de setembro de 1831 a chegada de Francisco de Paula e Silva (conhecido por Chico Santa Maria, por ser natural de Santa Maria de Itabira), que se estabeleceu juntamente com sua família e numerosos escravos nas proximidades do atual bairro Alegre. Chico Santa Maria recebera três sesmarias (Alegre, Limoeiro e Timóteo) na região banhada pelo curso hidrográfico chamado por ele de "Ribeirão de Timóteo", onde desenvolveu a agricultura e a criação de gado e recebia tropeiros em busca de descanso. A origem da denominação "Timóteo" é atribuída ao sobrenome de um tropeiro que se instalou na localidade, onde abriu uma venda que se tornou um importante ponto de referência, ficando conhecida também como "Paragem do Ribeirão do Timóteo". Outra versão refere-se a um desbravador que decidiu homenagear um sobrinho europeu, de nome Timóteo.
Por volta de 1840, Alegre já se consolidava como um povoado, vindo a ser anexado à Freguesia de Santana do Alfié. Nas décadas seguintes, houve a compra de terras por Manoel Archanjo de Andrade (por volta de 1855), Antônio Pacífico Fraga (1877) e pelos irmãos João e Manoel Lino de Sá, naturais de Joanésia, que compraram posses de José Luiz de Paula, herdeiro de Francisco de Paula e Silva (em 1885). Os domínios do falecido Chico Santa Maria foram repartidos aos seus filhos e netos em 1890. Data de 1895 a criação do Grupo de Congado Nossa Senhora do Rosário, por Manoel Berto de Lima. Em 1907, Francisco Malachias doou um terreno dedicado a São Sebastião no local onde está situada a atual Praça 29 de Abril, no Centro-Sul, que veio a ser utilizado para a construção de uma pequena igreja de madeira. Dessa forma, o povoamento passou a ser conhecido como São Sebastião do Alegre.

### Formação urbana

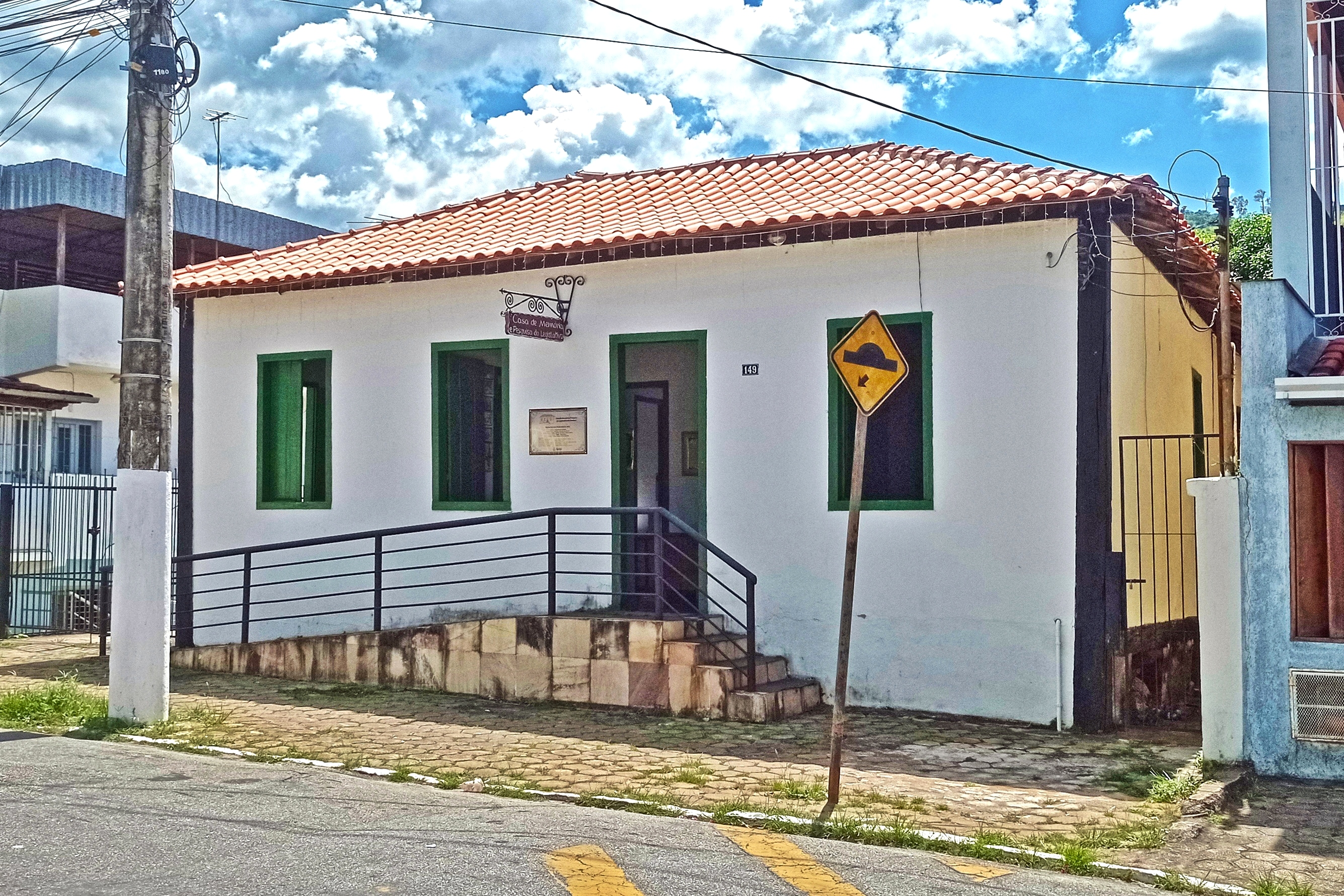
Casarão da Rua Mateus Araújo (Casa da Memória), no Centro-Sul, datado de 1922.

A locação da Estrada de Ferro Vitória a Minas (EFVM) pelo leste mineiro vinha estimulando o desenvolvimento populacional nas áreas próximas da ferrovia em construção, assim como viria a ocorrer na região do Vale do Aço entre as décadas de 1910 e 20. Em 1921, fixou-se no atual bairro Horto, em Ipatinga, o farmacêutico Raimundo Alves de Carvalho, com objetivo de atender às obras da EFVM. Raimundo adquiriu terras em São Sebastião do Alegre, tendo doado o terreno para a construção da primeira escola do povoado, a Escola Rural Mista de São Sebastião do Alegre, em 1922, ano em que também ocorreu a instalação da primeira agência de correios. Em 1925, foi inaugurada a Escola Mista Municipal de Timotinho (como era conhecida a região do bairro Ana Moura), também em terras cedidas pelo boticário. Ambas as escolas foram incorporadas mais tarde pelo Grupo Escolar Dona Angelina Alves (atual Escola Municipal Angelina Alves de Carvalho), cujo nome homenageia a mãe de Raimundo Alves. Paralelamente, o povoado foi incorporado ao distrito de São José do Grama (atual Jaguaraçu), com a criação deste em 7 de setembro de 1923, então pertencente a São Domingos do Prata. Em 1928, o farmacêutico instalou nas proximidades do povoado a chamada Fazenda Dona Angelina, na margem do rio Piracicaba.
No começo da década de 1930, instalou-se em Coronel Fabriciano um escritório da Companhia Siderúrgica Belgo-Mineira, que buscava centralizar a exploração de madeira e produção de carvão da região do rio Doce com o objetivo de alimentar os fornos de suas usinas em João Monlevade. A implantação dessa empresa trouxe negociação de terras em grande escala pela região visando a extrair a madeira das matas, culminando em vastas áreas desmatadas. A preocupação de Dom Helvécio Gomes de Oliveira em preservar a Mata Atlântica nativa culminou na criação do Parque Estadual do Rio Doce em 1944, sendo a primeira unidade de conservação de Minas Gerais. Pelo decreto estadual nº 148, de 17 de dezembro de 1938, o antigo povoado de São Sebastião do Alegre deixou de pertencer a Jaguaraçu e foi elevado à categoria de distrito, sendo então anexado a Antônio Dias com a denominação de "Timóteo". A instalação ocorreu em 1º de janeiro de 1940, tendo como primeiro juiz de paz Joaquim Ferreira de Souza.

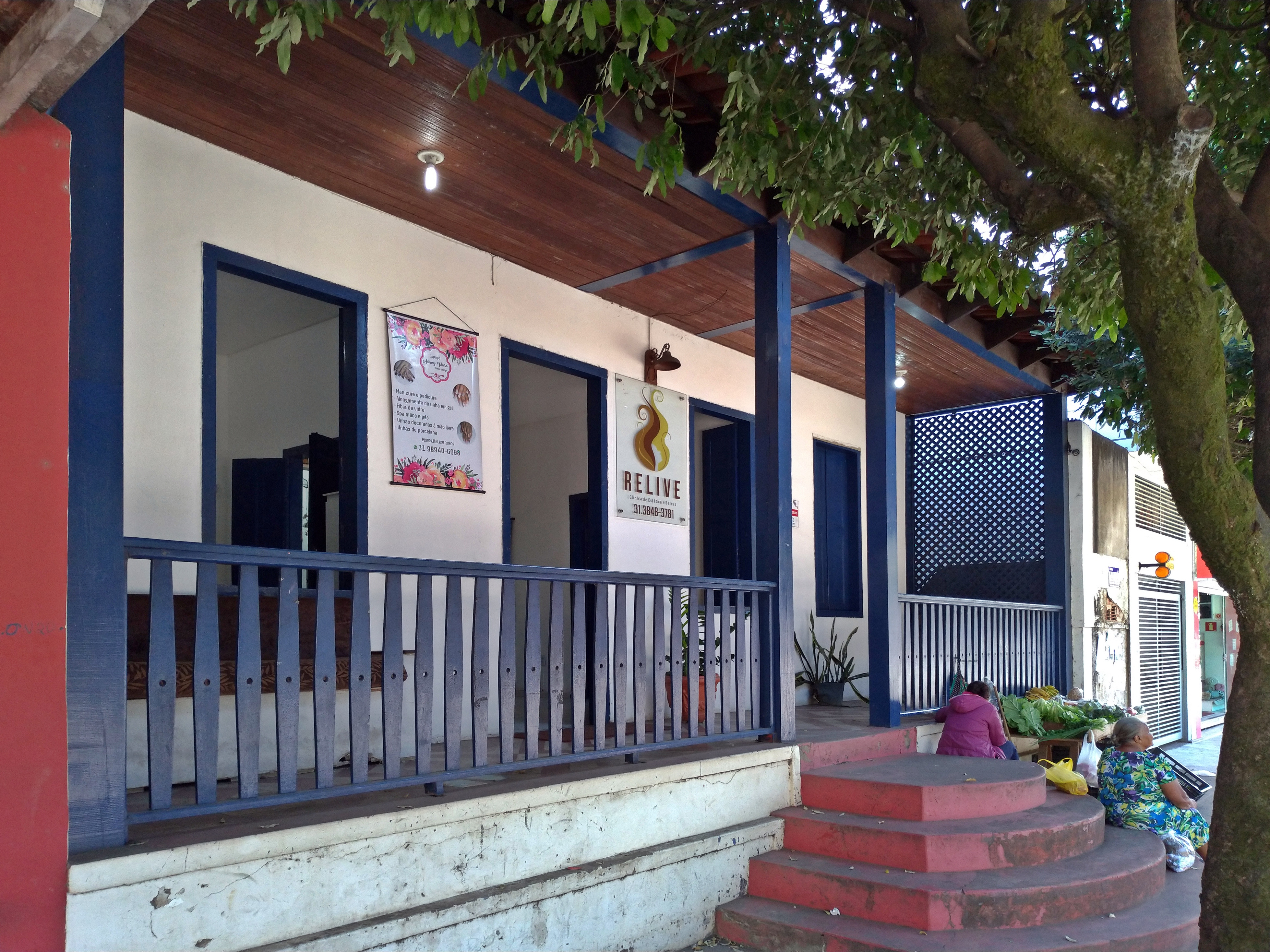
Sede da antiga Fazenda Dona Angelina sendo utilizada como ponto comercial no Centro-Norte, fotografada em 2019 (foi demolida em 2022).

A localidade era beneficiada pelas paradas de trem da Estrada de Ferro Vitória a Minas nas estações Baratinha (inaugurada em 9 de junho de 1924), Ana Matos (26 de agosto de 1925) e Sá Carvalho (26 de agosto de 1925). A disponibilidade de ferrovia, cursos hídricos e matas para a extração de madeira foram fatores decisivos para que os estudos da Itabira Iron, sob liderança do norte-americano Percival Farquhar e dos empresários mineiros Amyntas Jacques de Moraes e Athos de Lemos Rache, apontassem Timóteo como o melhor local para a implantação de seu complexo siderúrgico, levando à fundação da Acesita (Aços Especiais Itabira) em 31 de outubro de 1944. Um empréstimo com o Banco do Brasil era a garantia da consolidação do empreendimento. Em 3 de junho de 1947, foi inaugurada a Estação Acesita, atendida pelas paradas da EFVM.
Originalmente, Itabira havia sido definida para receber o complexo, o que não foi possível devido ao relevo acidentado do município. O minério de ferro extraído em Itabira poderia ser escoado rumo à fábrica em Timóteo por meio da EFVM, que também possibilitaria contato com os complexos portuários do litoral do Espírito Santo. O local escolhido para a construção da fábrica foi a Fazenda Dona Angelina, comprada e adquirida de Raimundo Alves de Carvalho. Também era prevista a construção de uma vila industrial para 2 mil habitantes, enquanto que a população do povoado era de apenas 200 residentes. O projeto urbanístico foi concebido pelo engenheiro Romeu Duffles Teixeira, contratado em 1946, apesar de não ter sido executado exatamente como foi idealizado. Em 27 de dezembro de 1948, o então distrito de Timóteo foi incorporado ao município de Coronel Fabriciano, emancipado nessa mesma data sob influência do impulso recebido pela chegada da Acesita.

### Expansão econômica e emancipação

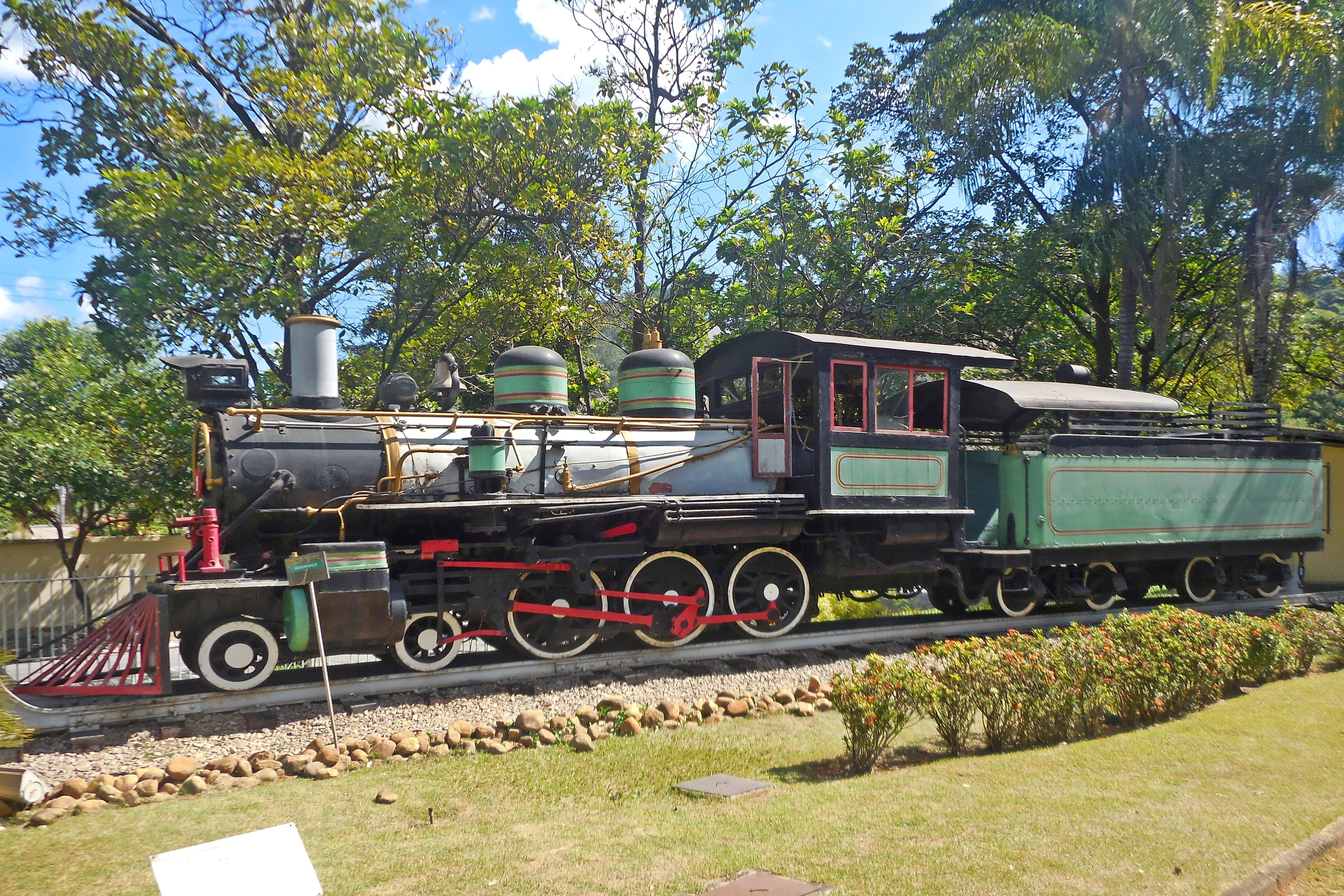
Primeira locomotiva utilizada pela Acesita (atual Aperam South America), exposta na Fundação Aperam Acesita.

A locação da Acesita incentivou a chegada de operários e funcionários de várias partes do Brasil e mesmo imigrantes, consolidando assim o processo de urbanização tanto de Timóteo quanto da vizinha Coronel Fabriciano. Nos anos seguintes a empresa foi a responsável pela construção de diversos conjuntos residenciais destinados a servir como abrigo aos funcionários, que mais tarde deram origem a bairros como Quitandinha (o mais antigo), Bromélias, Funcionários, Vila dos Técnicos e Olaria. Em 1949, ocorreu a primeira corrida de gusa da Acesita. Sua presença representa o impulso da vocação industrial do atual Vale do Aço, reforçada pela implantação da Usiminas no distrito fabricianense de Ipatinga, no final da década de 1950.
Em 1950, atingindo a marca de 11 813 habitantes, Timóteo passou a contar com abastecimento de água tratada e em 1952, houve a instalação do Hospital Acesita, que posteriormente teve os nomes de Hospital e Maternidade Vital Brazil e Hospital e Maternidade de Timóteo. Em 1958, já existiam 2 734 residências construídas pela empresa, no entanto ela passou a cobrar dos trabalhadores pelas moradias em 1964. Os bairros reproduziam a hierarquia dos empregados; o bairro Funcionários, por exemplo, era destinado aos médicos, engenheiros e funcionários com cargo de chefia, construído mais próximo da usina e com habitações de padrão relativamente melhor. Além de escolas, também foram construídas quadras esportivas e clubes, onde passaram a ser organizados torneios esportivos, bailes e apresentações de teatro.

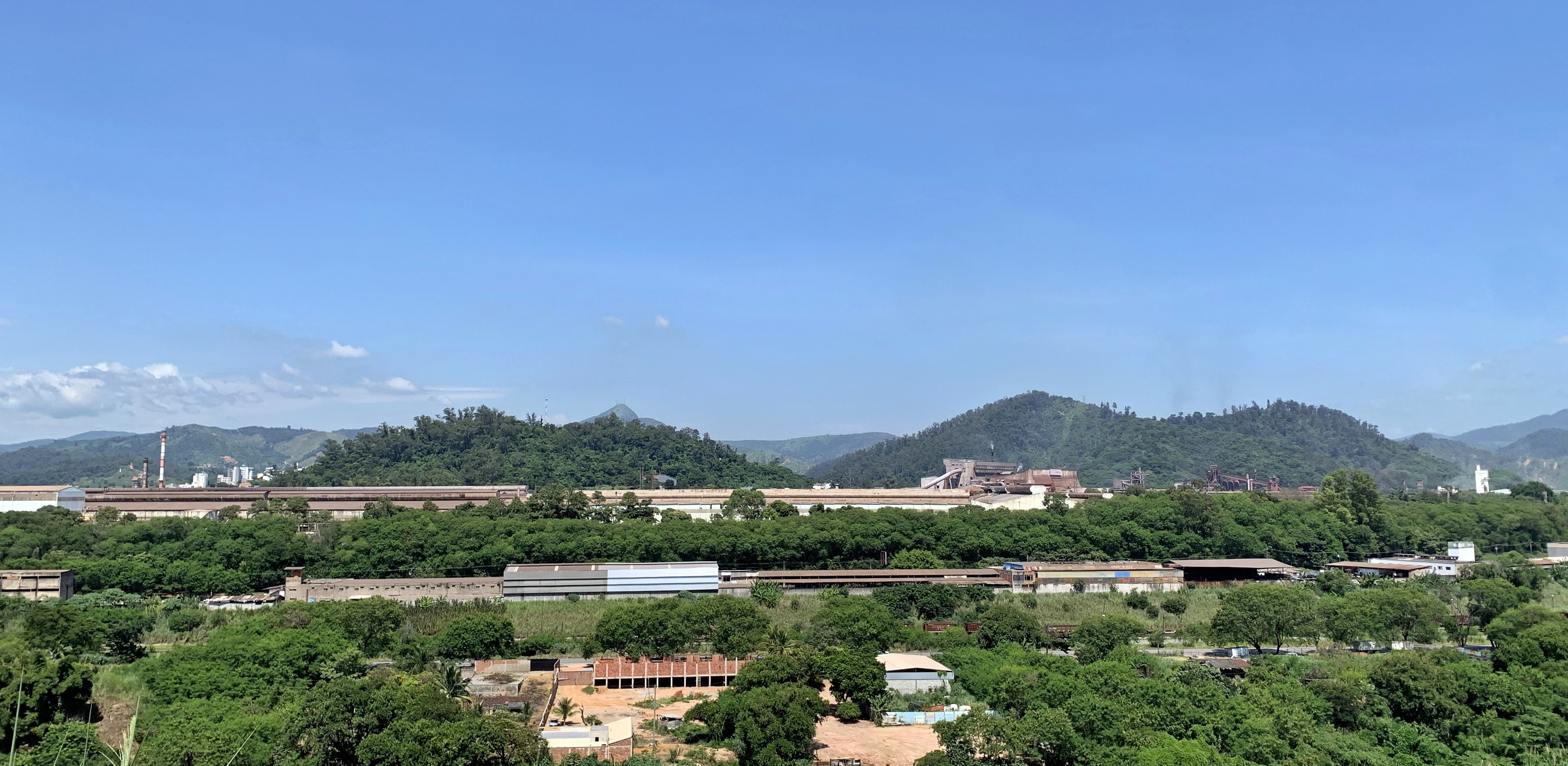
A usina da Aperam South America vista de Coronel Fabriciano

O movimento a favor da autonomia política de Timóteo teve início ainda em 1947 e apesar de ter fracassado em primeiro momento, foi reformado em 1954. Posteriormente, seu desmembramento chegou a ser aprovado pela Câmara Municipal de Coronel Fabriciano e efetivado pela Assembleia Legislativa de Minas Gerais (ALMG) mediante a lei estadual nº 2.764, de 30 de dezembro de 1962, assim como ocorreu com o distrito de Ipatinga. No entanto, a emancipação dos distritos foi vetada pelo governador José de Magalhães Pinto sob influência de uma aliança política com o então prefeito fabricianense Cyro Cotta Poggiali. A prefeitura de Fabriciano não queria perder a renda originada pela Acesita e Usiminas e o governador afirmava que pretendia manter uma unidade política, administrativa, econômica e financeira desse polo siderúrgico.
Uma quebra de aliança entre o prefeito fabricianense e Magalhães Pinto, no entanto, fez com que o governador reconsiderasse o veto, favorecendo que uma nova comissão conseguisse a aprovação da emancipação de Timóteo pela Secretaria de Interior do estado em 28 de abril de 1964. No mesmo processo também houve a emancipação do distrito de Ipatinga, desmembrado de Coronel Fabriciano, além de João Monlevade e Bela Vista de Minas. A notícia da independência dos distritos foi anunciada em um palco montado no Centro de Fabriciano por volta do meio-dia da mesma data, sendo oficializada com a publicação no Diário Oficial do dia seguinte, 29 de abril. Em seguida, Virico Fonseca foi empossado como intendente, porém José Antônio de Araújo foi o primeiro prefeito eleito, tendo assumido o cargo em 3 de dezembro de 1965.

### Desenvolvimento urbano

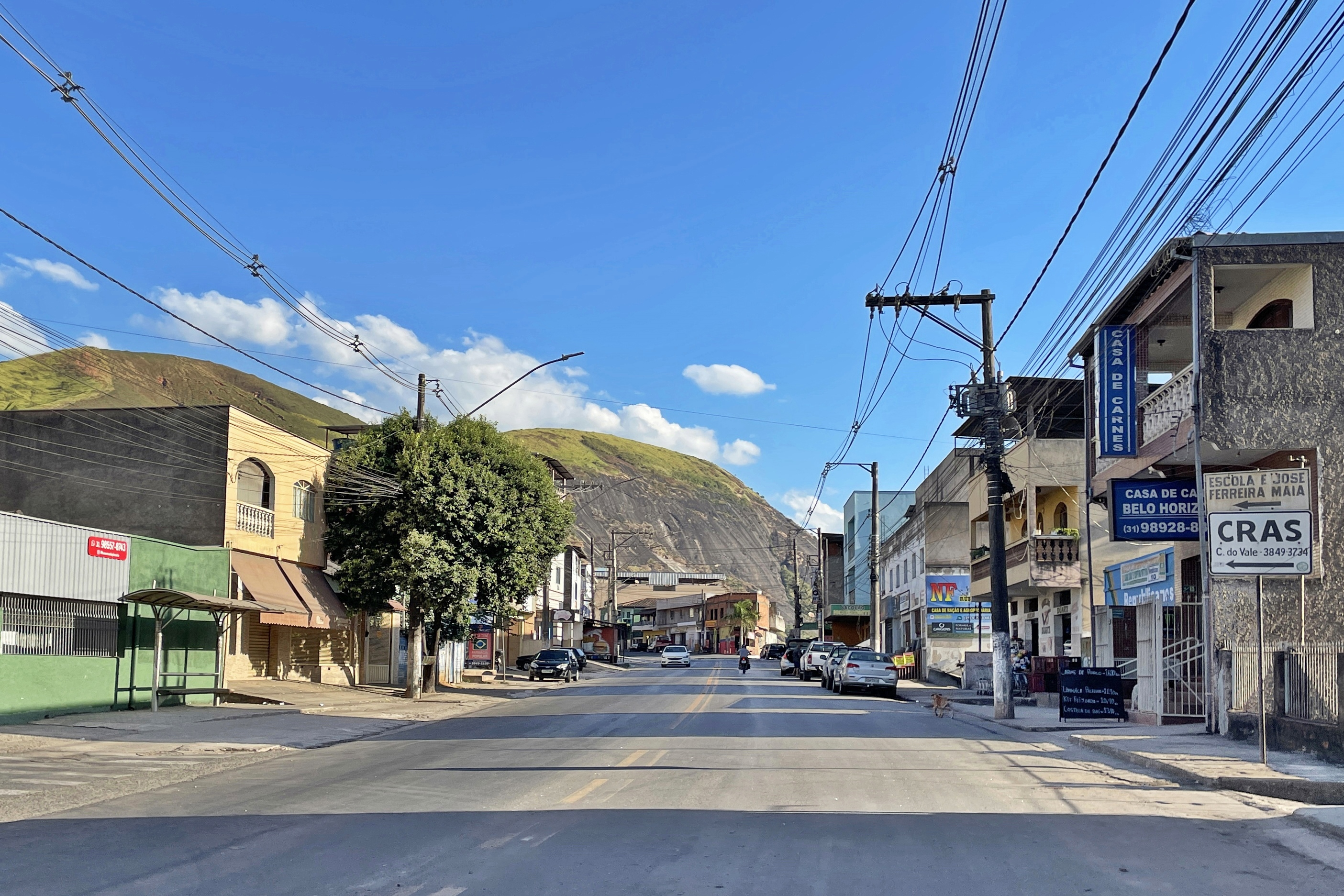
Avenida Belo Horizonte no distrito Cachoeira do Vale, antigo trecho da BR-381 que cortava a cidade.

A responsabilidade da Acesita dos bens prestados à população foi transferida à prefeitura em 1969. Até então, a população que habitava o núcleo urbano ao redor da empresa era quase que exclusivamente composta pelos operários, haja vista que, a princípio, a infraestrutura construída era destinada exclusivamente a seus trabalhadores e suas famílias. Essa situação levou à divisão da zona urbana em dois agrupamentos: um composto pelos bairros construídos pela empresa, região que cresceu ao redor do Centro-Norte e ainda hoje é conhecida como "Acesita", e o outro formado a partir das ocupações originais do antigo povoado de São Sebastião do Alegre (região do Centro-Sul), que por sua vez é referido como "Timóteo". Uma vez que a região do Centro-Sul recebeu poucos investimentos por parte da Acesita, esta área apresentou taxas relativamente maiores de pobreza e carência. Uma tentativa de integração entre os dois núcleos foi a construção do bairro Primavera, através de uma parceria entre a prefeitura e o governo estadual, na década de 70, em uma área doada pela Acesita.
Paralelamente ao desenvolvimento da original vila operária, foi notável o crescimento das áreas periféricas da cidade por parte da população não industrial entre as décadas de 1960 e 70, atraída pelo progresso local, culminando em ocupações periféricas relativamente recentes em bairros como Ana Moura, Alvorada, Limoeiro e Macuco, além do distrito Cachoeira do Vale, às margens da BR-381, criado em 13 de maio de 1976. Essa localidade, situada em uma baixada banhada pelo rio Piracicaba, foi severamente afetada pelo transbordamento do curso hidrográfico durante as enchentes de 1979. Naquele ano tiveram início as primeiras preocupações da administração municipal com impactos de enchentes, porém o distrito continuou sendo afetado de forma recorrente por episódios de cheia do rio, uma vez que se encontra no seu leito de inundações.
Entre 1979 e 1981, realizou-se um plebiscito que propôs a alteração da denominação do município para "Acesita" que, apesar de ter conquistado 12 861 votos a favor da mudança e 4 908 contra, não procedeu devido à reprovação da Assembleia Legislativa de Minas Gerais (ALMG). O progresso populacional e econômico da cidade, no entanto, viu-se relativamente estagnado ao longo da década de 80, em função de uma crise que se abatia sobre todo o país. De 55 empresas que planejavam se instalar em Timóteo, apenas sete consolidaram requerimento de recursos. Dívidas acumuladas pela Acesita foram um dos fatores decisivos para sua privatização, assinada em 23 de outubro de 1992. Posteriormente houve uma redução de despesa com pessoal e cargos e a modernização de sua mão de obra, porém o número de demissões dificultava a absorção do efetivo demitido pela economia local, mesmo que as destituições tenham ocorrido gradualmente até 1994.

### História recente
No começo da década de 1990, a criação do primeiro Plano Diretor Municipal, com a intenção de ordenar o planejamento urbano e suas questões ambientais, aliado à privatização da Acesita, contribuiu com o desvínculo da administração pública e seu foco voltado à empresa. Ainda assim, ela manteve investimentos em arte e equipamentos culturais na sociedade, com destaque às ações da Fundação Acesita (atual Fundação Aperam Acesita), instituída em 1994. Também permaneceu como proprietária de vastas terras no município, tanto em seu perímetro urbano quanto rural.
Na década de 2000, Timóteo viu-se em meio a uma crise política, devido a uma troca sucessiva de prefeitos que teve início em 20 de setembro de 2006, com a cassação de Geraldo Nascimento de Oliveira (PT) e seu vice. Em seu lugar foi empossado Leonardo Rodrigues Lelé da Cunha (PMDB), o segundo colocado das eleições de 2004. Geraldo Nascimento foi autorizado a retornar ao cargo mediante liminar dois meses mais tarde, mas teve sua cassação expedida novamente em outubro de 2007. Leonardo Rodrigues Lelé da Cunha, no entanto, não pôde tomar posse devido a pendência jurídica, sendo diplomado então seu vice Geraldo Hilário Torres (PSDB). Geraldo Nascimento conseguiu uma nova liminar em dezembro de 2007, porém sua cassação definitiva foi aprovada pelo TSE em julho de 2008, quando Geraldo Hilário Torres tomou posse novamente. Este foi reeleito nas eleições de 2008, mas também foi cassado em setembro de 2010, quando assumiu o segundo colocado Sérgio Mendes Pires.
Em 2007, a Acesita foi adquirida pelo grupo ArcelorMittal, sendo seu nome modificado para ArcelorMittal Timóteo. Em janeiro de 2011, passou a fazer parte do grupo Aperam, ocorrendo uma nova mudança de nome, para Aperam South America. Apesar das mudanças, uma parte considerável da população timotense continua a se referir à usina, bem como a todo o Centro-Norte de Timóteo (bairros próximos ao complexo), como "Acesita", dada a grande influência histórica da empresa nessa região. Uma confusão comum a forasteiros é a impressão de que Timóteo e "Acesita" são nomes de duas cidades diferentes, visto que o centro administrativo do município se encontra no Centro-Sul, em outra área do perímetro urbano. A antiga denominação da empresa ainda dá nome a logradouros e estabelecimentos comerciais.

## Geografia
A área do município é de 144,381 km², representando 0,0247% do território mineiro, 0,0157% da área da região Sudeste do Brasil e 0,0017% de todo o território brasileiro. Desse total 18,13 km² estão em área urbana. De acordo com a divisão regional vigente desde 2017, instituída pelo IBGE, o município pertence às Regiões Geográficas Intermediária e Imediata de Ipatinga. Até então, com a vigência das divisões em microrregiões e mesorregiões, fazia parte da microrregião de Ipatinga, que por sua vez estava incluída na mesorregião do Vale do Rio Doce.

### Relevo e hidrografia

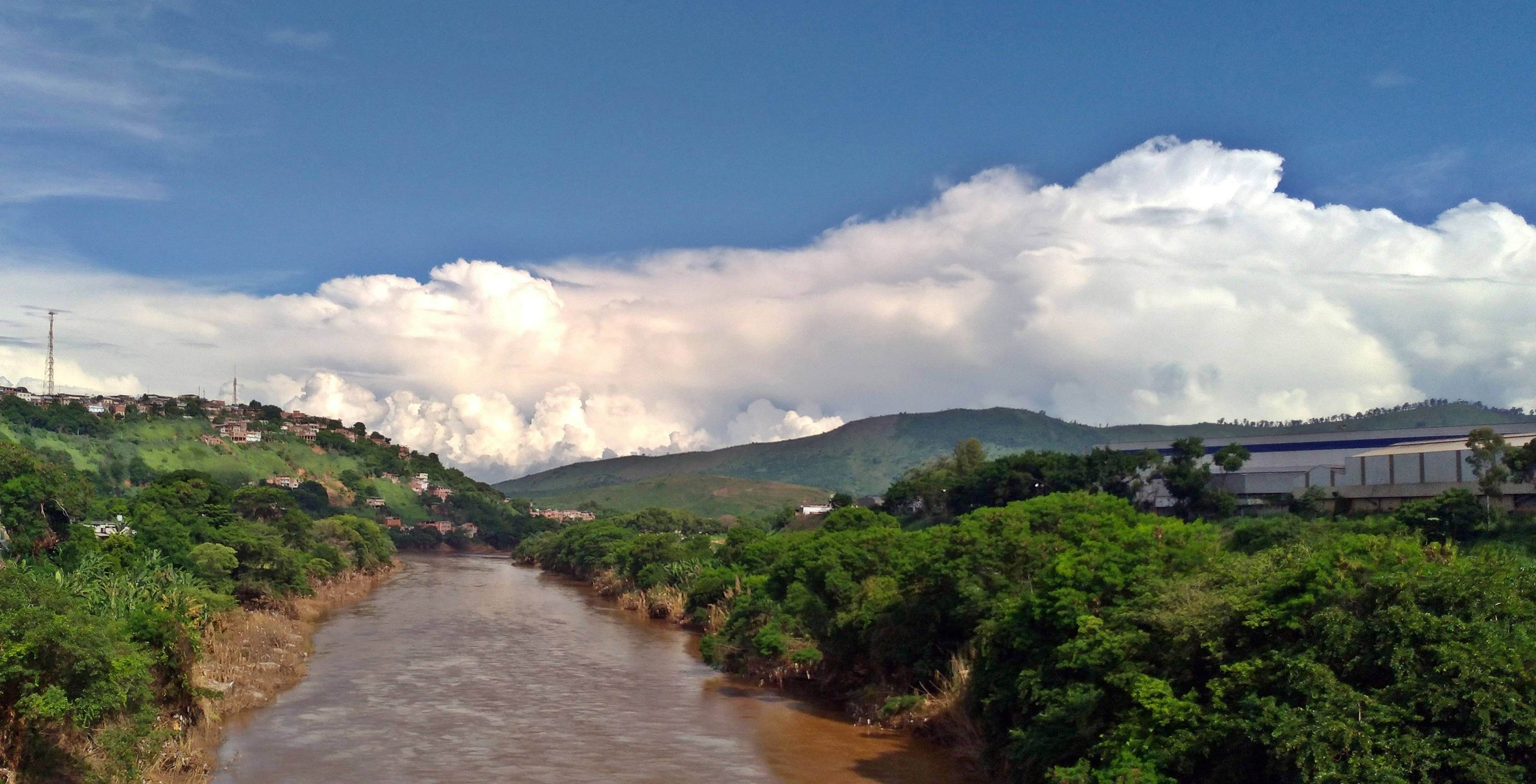
Rio Piracicaba entre Coronel Fabriciano e Timóteo visto da "ponte velha". Ao fundo à direita está a Serra do Timóteo.

Timóteo está inserida na depressão interplanáltica do Vale do Rio Doce, cujo relevo é resultado de uma dissecação fluvial atuante nas rochas granito-gnáissicas do período Pré-Cambriano. O conjunto apresenta rochas do complexo gnáissico-magmático-metamórfico, que incluem biotita-gnaisse, rochas graníticas e granito-gnaisse. O relevo é heterogêneo, sendo 50% do território timotense de terras onduladas, enquanto que 30% são áreas acidentadas e nos 20% restantes os terrenos são planos.
As maiores elevações podem ser encontradas a oeste, onde a altitude chega aos 864 metros no Pico do Ana Moura. Por outro lado, as menores altitudes são notadas nas margens dos rios, ao passo que a altitude mínima, de 225 metros, está localizada na foz do rio Piracicaba no rio Doce. O ponto central do município se encontra a 350 metros. A posição do rio Piracicaba, no limite norte da cidade, e o relevo plano em suas proximidades serviram como pretexto para a instalação da Estrada de Ferro Vitória a Minas e da Acesita e, posteriormente, para o estabelecimento do perímetro urbano de Timóteo, que foi forçado a se expandir em direção às altitudes mais elevadas. Dessa forma, é considerável a ocupação e o surgimento de bairros, em especial de classes baixas, em áreas com forte declividade. A região do Parque Estadual do Rio Doce, a leste e sul do território municipal, por sua vez, apresenta alternância entre colinas e planícies fluviais.
O rio Piracicaba banha a cidade, na divisa com Coronel Fabriciano, sendo assim integrante de sua sub-bacia que, por sua vez, está inserida na bacia do rio Doce. A foz do rio Piracicaba no rio Doce se encontra no limite do Parque Estadual do Rio Doce (PERD), na divisa com Ipatinga. No subsolo, abaixo da foz do rio Piracicaba, está localizado um aquífero aluvionar, que é de onde é extraída a água utilizada para o suprimento da maior parte do Vale do Aço. De forma geral, o território municipal é abrangido por cinco sub-bacias menores, sendo elas dos córregos Atalho, Celeste e Limoeiro e ribeirões Belém (190 km²) e Timotinho (39 km²). O ribeirão Timotinho é o principal que corta a cidade e sofre gravemente com a poluição e a ocupação desenfreada de suas margens, favorecendo a ocorrência de enchentes durante o período chuvoso. O Parque Estadual do Rio Doce, por sua vez, é cortado pelo curso do rio Doce e abriga em seu interior centenas de pequenas nascentes, além de constituir um dos maiores sistemas lacustres do mundo.

### Municípios limítrofes e região metropolitana
Timóteo faz limites com Coronel Fabriciano e Ipatinga a norte, Caratinga e Bom Jesus do Galho a leste, Marliéria a sul, Antônio Dias a oeste e Jaguaraçu a sudoeste. O intenso crescimento da região tem tornado inefetivas as fronteiras políticas entre seus municípios, formando-se a Região Metropolitana do Vale do Aço (RMVA), envolvendo Timóteo juntamente com as cidades de Coronel Fabriciano, Ipatinga e Santana do Paraíso, além dos outros 24 municípios que fazem parte do chamado colar metropolitano. O município, como sede da Aperam South America e outras empresas metal-mecânicas e/ou fornecedoras de matéria prima às grandes indústrias, tem um papel fundamental como empregador para as cidades a seu redor. A região se tornou conhecida internacionalmente em virtude das grandes empresas que sedia, a exemplo da Aperam South America (em Timóteo), Cenibra (em Belo Oriente) e Usiminas (Ipatinga), todas com um considerável volume de produtos exportados, e apesar de seu povoamento recente, corresponde a um dos principais polos urbanos do interior do estado.

### Clima

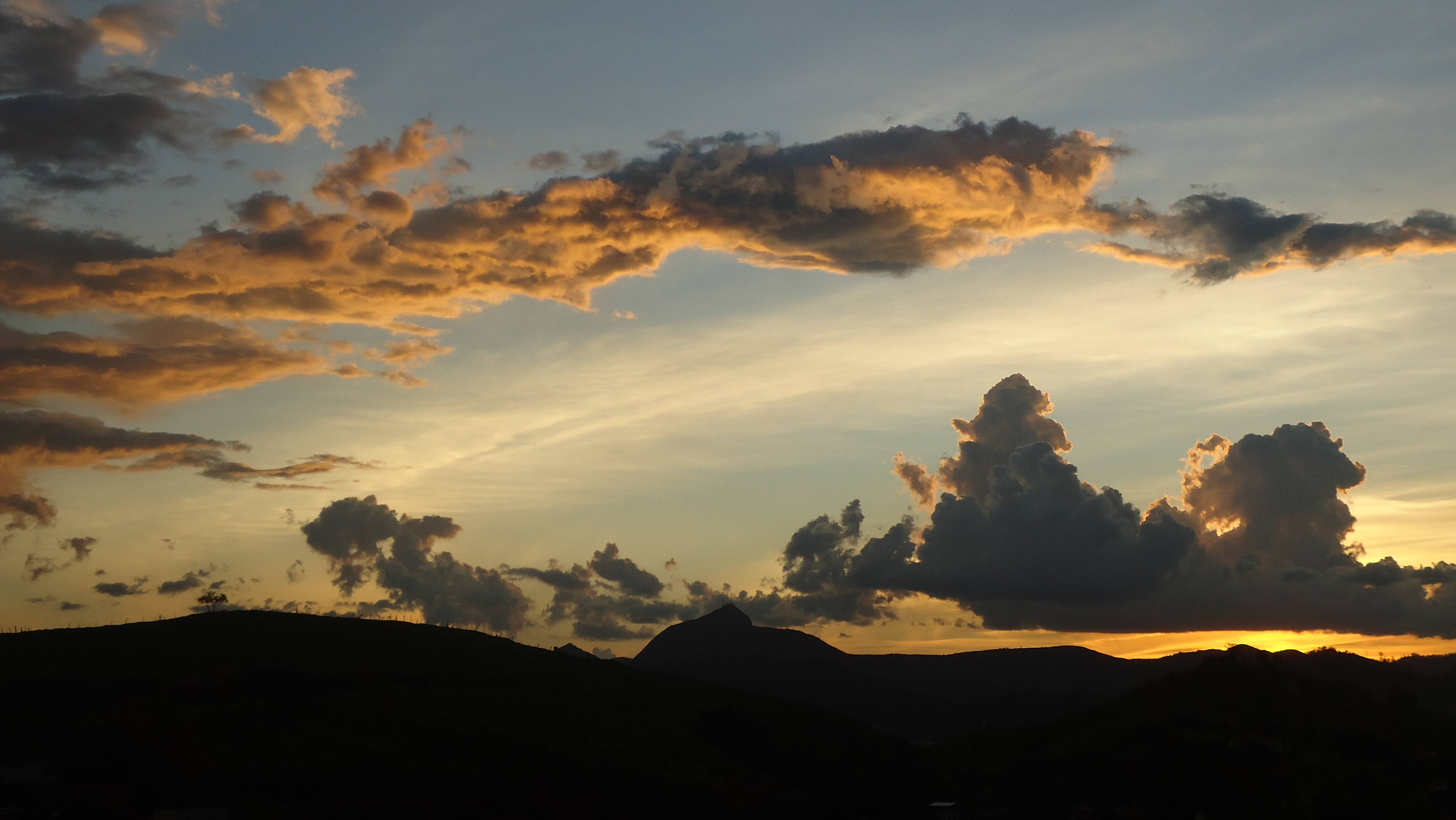
Vista do Pico do Ana Moura ao longe durante um pôr do sol em uma tarde de primavera

O clima timotense é caracterizado como tropical quente semiúmido (tipo Aw segundo Köppen), com temperatura média anual de 23 °C e pluviosidade média de 1 430 mm/ano, concentrados entre os meses de outubro e abril. A estação chuvosa compreende os meses mais quentes, enquanto que a estação seca abrange os meses mornos. Outono e primavera, por sua vez, são estações de transição. A passagem entre os períodos seco e chuvoso é marcada por tempestades e amplitude térmica elevada, sobretudo entre o fim do inverno e a primavera.
As precipitações caem principalmente sob a forma de chuva e, esporadicamente, de granizo, com registro desse fenômeno em 28 de agosto de 2014, destelhando centenas de casas e estabelecimentos, e mais recentemente em 1º de maio de 2023 e 28 de abril de 2025. As chuvas podem ainda vir acompanhadas de descargas elétricas e fortes rajadas de vento. De acordo com o Grupo de Eletricidade Atmosférica do Instituto Nacional de Pesquisas Espaciais (ELAT/INPE) em 2018, o município apresenta uma densidade de descargas de 3,019 raios por km²/ano, estando na 270ª posição a nível estadual e na 3 173ª a nível nacional.
| Maiores acumulados de precipitação em 24 horas registrados em Timóteo (CPRM e ANA) por meses (1974–2024) | Maiores acumulados de precipitação em 24 horas registrados em Timóteo (CPRM e ANA) por meses (1974–2024) | Maiores acumulados de precipitação em 24 horas registrados em Timóteo (CPRM e ANA) por meses (1974–2024) | Maiores acumulados de precipitação em 24 horas registrados em Timóteo (CPRM e ANA) por meses (1974–2024) | Maiores acumulados de precipitação em 24 horas registrados em Timóteo (CPRM e ANA) por meses (1974–2024) | Maiores acumulados de precipitação em 24 horas registrados em Timóteo (CPRM e ANA) por meses (1974–2024) |
| Mês | Acumulado                                                                                                | Data | Mês | Acumulado                                                                                                | Data |
| --- | --- | --- | --- | --- | --- |
| Janeiro                                                                                                  | 122,1 mm                                                                                                 | 25/01/2020                                                                                               | Julho | 19,4 mm                                                                                                  | 26/07/2023                                                                                               |
| Fevereiro                                                                                                | 170,8 mm                                                                                                 | 12/02/1998                                                                                               | Agosto                                                                                                   | 42,8 mm                                                                                                  | 21/08/2023                                                                                               |
| Março | 128 mm                                                                                                   | 23/03/2024                                                                                               | Setembro                                                                                                 | 84,2 mm                                                                                                  | 23/09/2006                                                                                               |
| Abril | 96,4 mm                                                                                                  | 14/04/1980                                                                                               | Outubro                                                                                                  | 118 mm                                                                                                   | 24/10/2003                                                                                               |
| Maio | 42 mm | 03/05/1990                                                                                               | Novembro                                                                                                 | 186,2 mm                                                                                                 | 14/11/1981                                                                                               |
| Junho | 58,3 mm                                                                                                  | 28/06/1975                                                                                               | Dezembro                                                                                                 | 200,2 mm                                                                                                 | 15/12/2005                                                                                               |

Nevoeiros ocorrem quando há combinação de alta umidade e baixas temperaturas. No entanto, baixos índices de umidade podem ser registrados durante a estação seca ou em longos veranicos.  Nesses períodos, o ar seco em associação à poluição favorece a concentração de poluentes na atmosfera, contribuindo com a piora da qualidade do ar. O vento dominante é originado na direção leste e, no período mais ventoso do ano, entre os dias 2 de agosto e 6 de dezembro, a velocidade média é de 10,6 quilômetros, tendo uma ligeira concentração entre setembro e outubro. Na época mais calma, de março a junho, a velocidade média varia entre 8 e 9 quilômetros por hora.
Segundo dados do Instituto Nacional de Meteorologia (INMET) coletados na estação meteorológica automática localizada no bairro Primavera, instalada em 22 de fevereiro de 2006, a menor temperatura registrada foi de 9,1 °C em 20 de maio de 2022, e a maior atingiu 38,5 °C em 28 de setembro de 2020. O menor índice de umidade relativa do ar foi de 12% no dia 28 de setembro de 2020. O maior acumulado de precipitação em 24 horas, por sua vez, foi de 149,2 milímetros (mm) em 23 de março de 2024. A maior precipitação horária foi de 77,4 mm entre 14 e 15 horas do dia 11 de dezembro de 2017, enquanto que a maior rajada de vento foi de 66,24 km/h, durante uma tempestade na noite de 6 de março de 2006. Já de acordo com a medição da Companhia de Pesquisa de Recursos Minerais (CPRM) e da Agência Nacional de Águas e Saneamento Básico (ANA) iniciada em 1974, o maior volume de chuva em 24 horas foi de 200,2 mm em 15 de dezembro de 2005. Outros grandes acumulados (completando os cinco maiores) foram 186,2 mm em 14 de novembro de 1981, 170,8 mm em 12 de fevereiro de 1998, 139,2 mm em 11 de novembro de 2021 e 130,2 mm em 1º de fevereiro de 1979.
| Dados climatológicos para Timóteo | Dados climatológicos para Timóteo | Dados climatológicos para Timóteo | Dados climatológicos para Timóteo | Dados climatológicos para Timóteo | Dados climatológicos para Timóteo | Dados climatológicos para Timóteo | Dados climatológicos para Timóteo | Dados climatológicos para Timóteo | Dados climatológicos para Timóteo | Dados climatológicos para Timóteo | Dados climatológicos para Timóteo | Dados climatológicos para Timóteo | Dados climatológicos para Timóteo |
| Mês | Jan                               | Fev                               | Mar                               | Abr                               | Mai                               | Jun                               | Jul                               | Ago                               | Set                               | Out                               | Nov                               | Dez                               | Ano                               |
| --- | --------------------------------- | --------------------------------- | --------------------------------- | --------------------------------- | --------------------------------- | --------------------------------- | --------------------------------- | --------------------------------- | --------------------------------- | --------------------------------- | --------------------------------- | --------------------------------- | --------------------------------- |
| Temperatura máxima recorde (°C) | 37,6                              | 36,5                              | 34,4                              | 33,6                              | 32,2                              | 33                                | 33,3                              | 34,2                              | 38,5                              | 38                                | 38,3                              | 35,5                              | 38,5                              |
| Temperatura máxima média (°C) | 32,3                              | 33                                | 32,3                              | 31                                | 29                                | 27,9                              | 28,1                              | 28,6                              | 29,6                              | 30,1                              | 30,9                              | 31,2                              | 30,3                              |
| Temperatura média (°C) | 25,3                              | 25,5                              | 25                                | 23,5                              | 21,4                              | 19,5                              | 19,1                              | 19,9                              | 22                                | 23,3                              | 24,2                              | 24,7                              | 22,8                              |
| Temperatura mínima média (°C) | 20,6                              | 20,5                              | 20,1                              | 18,5                              | 16,2                              | 14,1                              | 13,1                              | 13,9                              | 16,4                              | 18,6                              | 19,4                              | 20,2                              | 17,6                              |
| Temperatura mínima recorde (°C) | 17,8                              | 17,8                              | 17                                | 12,5                              | 9,1                               | 10                                | 9,6                               | 10,1                              | 12,4                              | 12,6                              | 13,3                              | 15,9                              | 9,1                               |
| Precipitação (mm) | 240,7                             | 138,7                             | 165,3                             | 67,1                              | 41                                | 15,3                              | 7,5                               | 18                                | 48,7                              | 108,9                             | 261,2                             | 316                               | 1 428,4                           |
| Fonte: Somar Meteorologia — temperaturas e precipitações médias; e Instituto Nacional de Meteorologia (INMET) — recordes entre 24/02/2006 e 31/12/2024 |                                   |                                   |                                   |                                   |                                   |                                   |                                   |                                   |                                   |                                   |                                   |                                   |                                   |

### Ecologia e meio ambiente

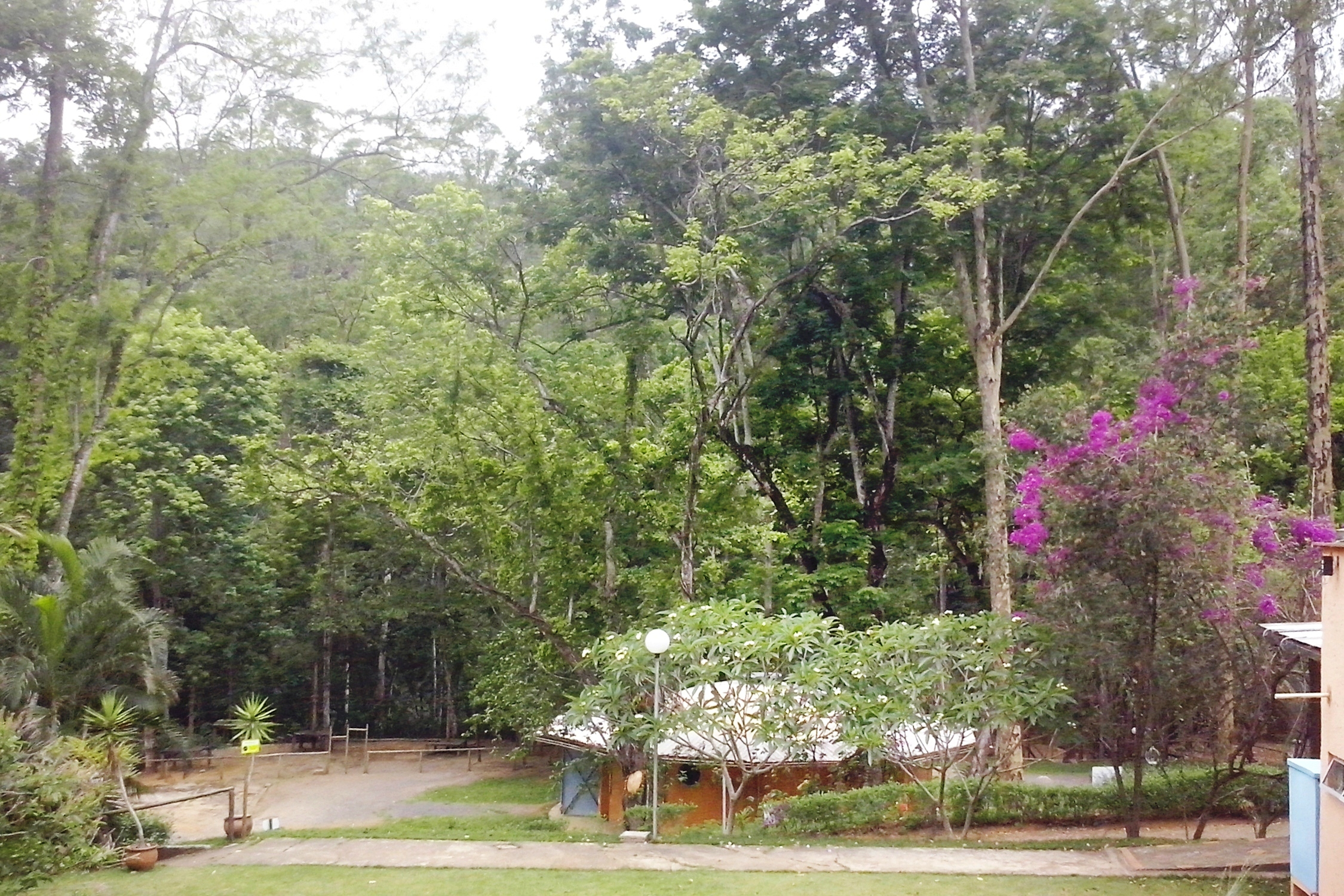
Arborização no interior do Oikós, área de preservação integrada ao Parque Estadual do Rio Doce mantida pela Aperam South America.

A vegetação nativa pertence ao domínio florestal Atlântico (Mata Atlântica), cujo bioma original ocupa 116,17 km², o que equivale a 80,46% da área do município. Cabe ressaltar que 53,2 km² da área municipal são protegidos pelo Parque Estadual do Rio Doce (PERD), que foi criado em 1944, como uma forma de proteger a mata nativa que ainda restava frente ao avanço do desflorestamento para alimentar os complexos industriais locais. Além de abranger um dos maiores sistemas lacustres do mundo, a unidade de conservação constitui a maior reserva de Mata Atlântica de Minas Gerais, estendendo-se ainda pelos municípios de Dionísio e Marliéria. A biodiversidade também é notável, comportando 325 espécies de aves e 77 espécies de mamíferos, inclusive espécies em extinção, como onça-pintada, macuco e mono-carvoeiro.
Ademais, Timóteo conta com uma área de proteção ambiental (APA), que aliada a áreas de preservação dos municípios vizinhos, constitui um corredor ecológico entre outras regiões do Vale do Aço ao PERD. Nesse sentido, a APA Serra do Timóteo é considerada uma zona de amortecimento do PERD e foi reconhecida em 2003, porém sofreu ocupações irregulares e invasivas com a expansão urbana dos bairros Alphaville, Macuco e Recanto Verde. O Projeto Oikós, que está situado na malha urbana, constitui uma área de revegetação da Aperam South America integrada à Serra do Timóteo e ao Parque Estadual do Rio Doce que atende às escolas e à comunidade da região com visitas, palestras, atividades ecológicas e dinâmicas por meio da Fundação Aperam Acesita, contando com trilhas e áreas de lazer dedicadas às crianças. A presença do Parque Estadual do Rio Doce contribui para que Timóteo apresente um índice de cerca de mil metros quadrados de área verde por habitante, um dos maiores do Brasil. Com foco à conservação ambiental, também destacam-se campanhas de conscientização ecológica que envolvem a população e programas de arborização de logradouros. O município possui um Plano Integrado de Arborização Urbana, visando ao planejamento e o manejo de espécies arbóreas na cidade de modo que haja a devida interação com a população e o ambiente.

#### Problemas ambientais

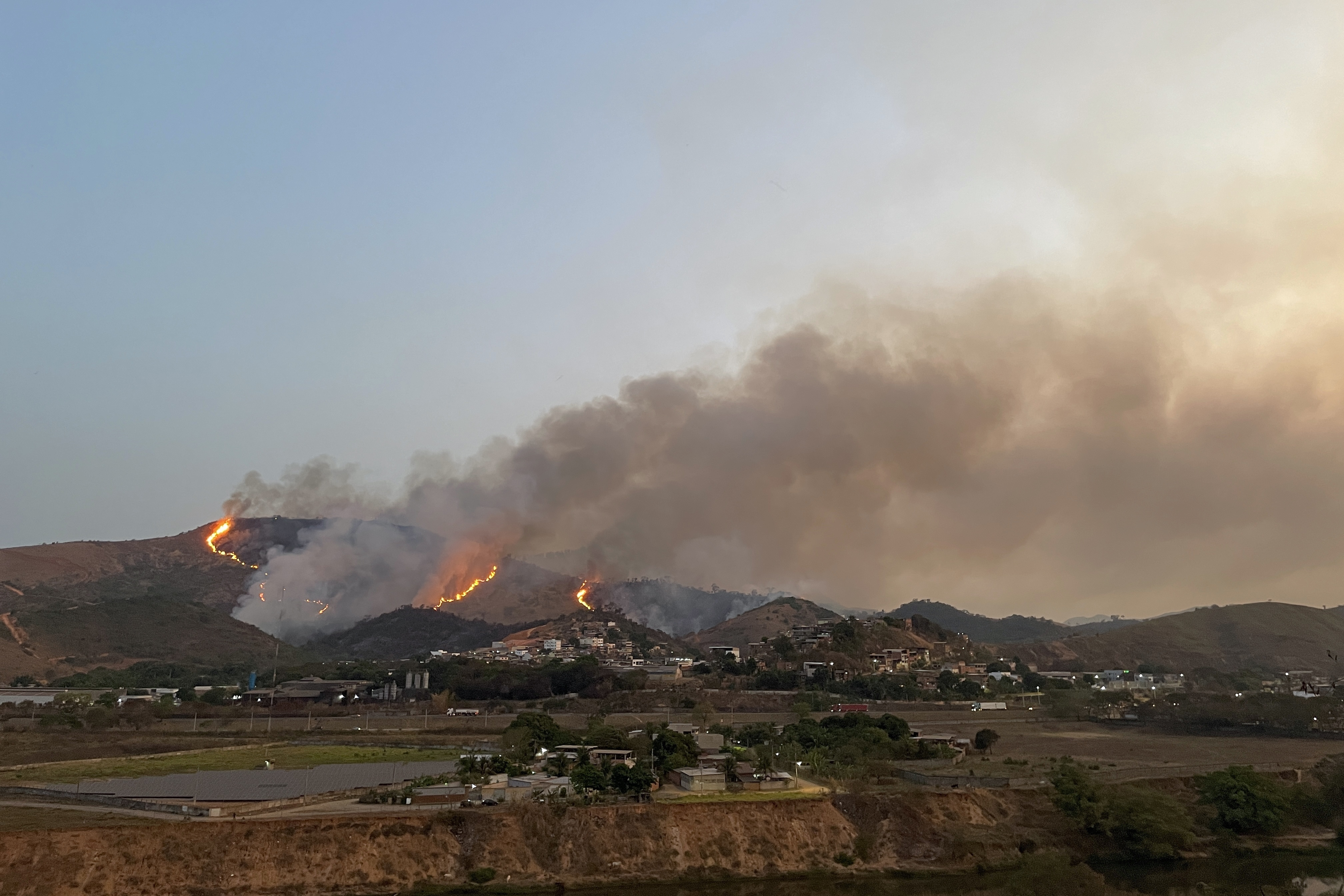
Incêndio atinge a Serra do Timóteo em setembro de 2024

Alguns dos principais problemas ambientais que a cidade sofre são as enchentes, que no período chuvoso provocam grandes estragos nas áreas mais baixas e populosas das margens do rio Piracicaba, em especial no distrito Cachoeira do Vale, e nos bairros banhados por leitos menores, além dos deslizamentos de terra nos morros e encostas. As causas destes problemas muitas vezes são as construções de residências em zonas irregulares, além do lixo e do esgoto despejado nos córregos e ribeirões. A prefeitura e órgãos como a Companhia de Pesquisa de Recursos Minerais (CPRM) mantém estações pluviométricas e pontos de medição do nível do rio Piracicaba em Timóteo e em outros municípios da bacia hidrográfica e em caso de alerta os moradores das áreas ribeirinhas são recuados. Também existe um mapeamento das áreas de risco no município, que serve como base para outras ações preventivas.
Por outro lado, durante a época das secas e em longos veranicos em pleno período chuvoso são comuns registros de queimadas em morros e matagais, inclusive no PERD. Entre os dias 20 e 24 de setembro de 2019, um incêndio consumiu 484,2 hectares da reserva entre Timóteo e Marliéria, o maior dos últimos anos, sendo controlado com ajuda das chuvas. As queimadas florestais contribuem para a destruição da mata nativa, comprometendo a qualidade do solo e prejudicando ainda a qualidade do ar, sendo que já há uma grande concentração de poluentes devido aos gases emitidos pelas usinas do Vale do Aço. A poluição visual, por sua vez, é intensa em diversos locais do perímetro urbano, sendo considerável a presença de cartazes com anúncios fixados sem controle em muros, postes e outras áreas livres.

## Demografia
Em 2022, a população foi estimada em 81 579 habitantes pelo censo daquele ano, realizado pelo Instituto Brasileiro de Geografia e Estatística (IBGE). Do total, 38 811 habitantes eram homens (47,58%) e 42 768 habitantes eram mulheres (52,43%). Ainda segundo o mesmo censo, 81 448 habitantes viviam na zona urbana (99,84%) e 131 na zona rural (0,16%). Havia 74 168 habitantes no distrito-sede (90,92% da população municipal), enquanto que o distrito Cachoeira do Vale possuía 7 411 residentes (9,08%).
Da população total em 2022, 14 456 habitantes (17,72%) tinham menos de 15 anos de idade, 10 848 (13,3%) tinham de 15 a 24 anos, 17 730 (21,74%) tinham de 25 a 39 anos, 28 436 (34,85%) tinham de 40 a 64 anos e 10 109 (12,39%) possuíam 65 anos ou mais. Em 2010, a esperança de vida ao nascer era de 75,1 anos e a taxa de fecundidade total por mulher era de 1,5.

### Indicadores e desigualdade

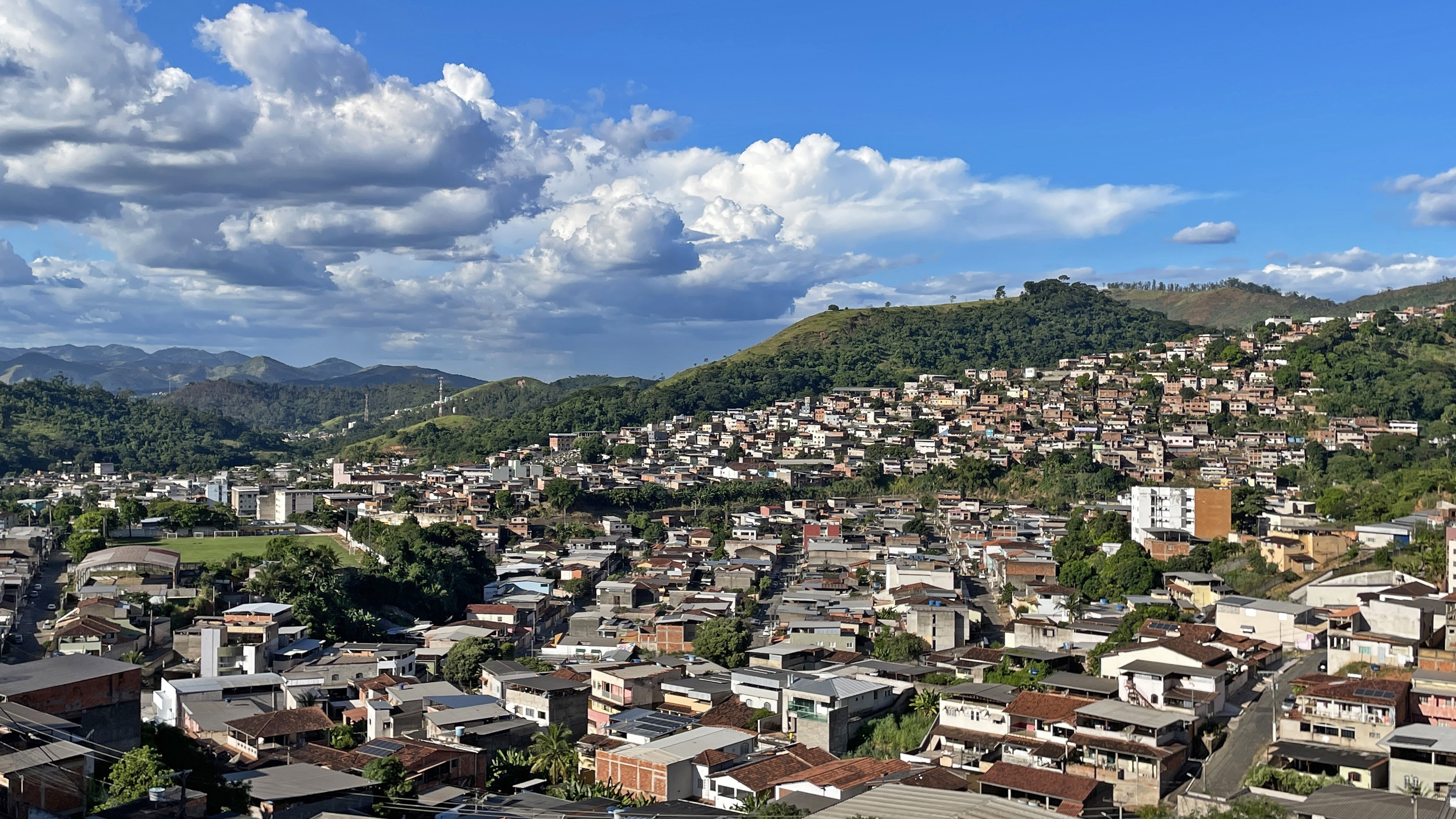
Bairro Ana Rita (em primeiro plano) com o Centro-Sul ao fundo à esquerda e favela no Bela Vista à direita

O Índice de Desenvolvimento Humano Municipal (IDH-M) de Timóteo é considerado alto pelo Programa das Nações Unidas para o Desenvolvimento (PNUD), sendo que seu valor é de 0,771 (o 227º maior do Brasil e o 17º maior de Minas Gerais). A cidade possui a maioria dos indicadores próximos à média nacional segundo o PNUD. Considerando-se apenas o índice de educação o valor é de 0,742, o valor do índice de longevidade é de 0,836 e o de renda é de 0,737.
De 2000 a 2010, a proporção de pessoas com renda domiciliar per capita de até meio salário mínimo reduziu em 64,6% e em 2010, 94,3% da população vivia acima da linha de pobreza, 4,5% encontrava-se na linha da pobreza e 1,2% estava abaixo e o coeficiente de Gini, que mede a desigualdade social, era de 0,489, sendo que 1,00 é o pior número e 0,00 é o melhor. A participação dos 20% da população mais rica da cidade no rendimento total municipal era de 53,5%, ou seja, 12 vezes superior à dos 20% mais pobres, que era de 4,5%. Em 2013, segundo a prefeitura, havia um déficit de cerca de 4 500 moradias.
Em 2022, segundo o censo do IBGE, 11,83% da população vivia em favelas e comunidades urbanas, sendo a nona maior parcela de habitantes vivendo nessas condições dentre os municípios mineiros. Naquele ano, o instituto identificou a existência de seis favelas e comunidades urbanas em Timóteo, onde viviam 9 648 pessoas. Mesmo com a construção de conjuntos habitacionais planejados para abrigar a população industrial na ocasião da instalação da Acesita, a presença de favelas se deve à ocupação do solo sem controle pela população atraída pelo progresso local. Nesse sentido, projetos habitacionais, de regularização fundiária e de aquisição de lotes são estratégias adotadas que objetivam a melhoria da gestão de políticas a respeito.

### Etnias e religião

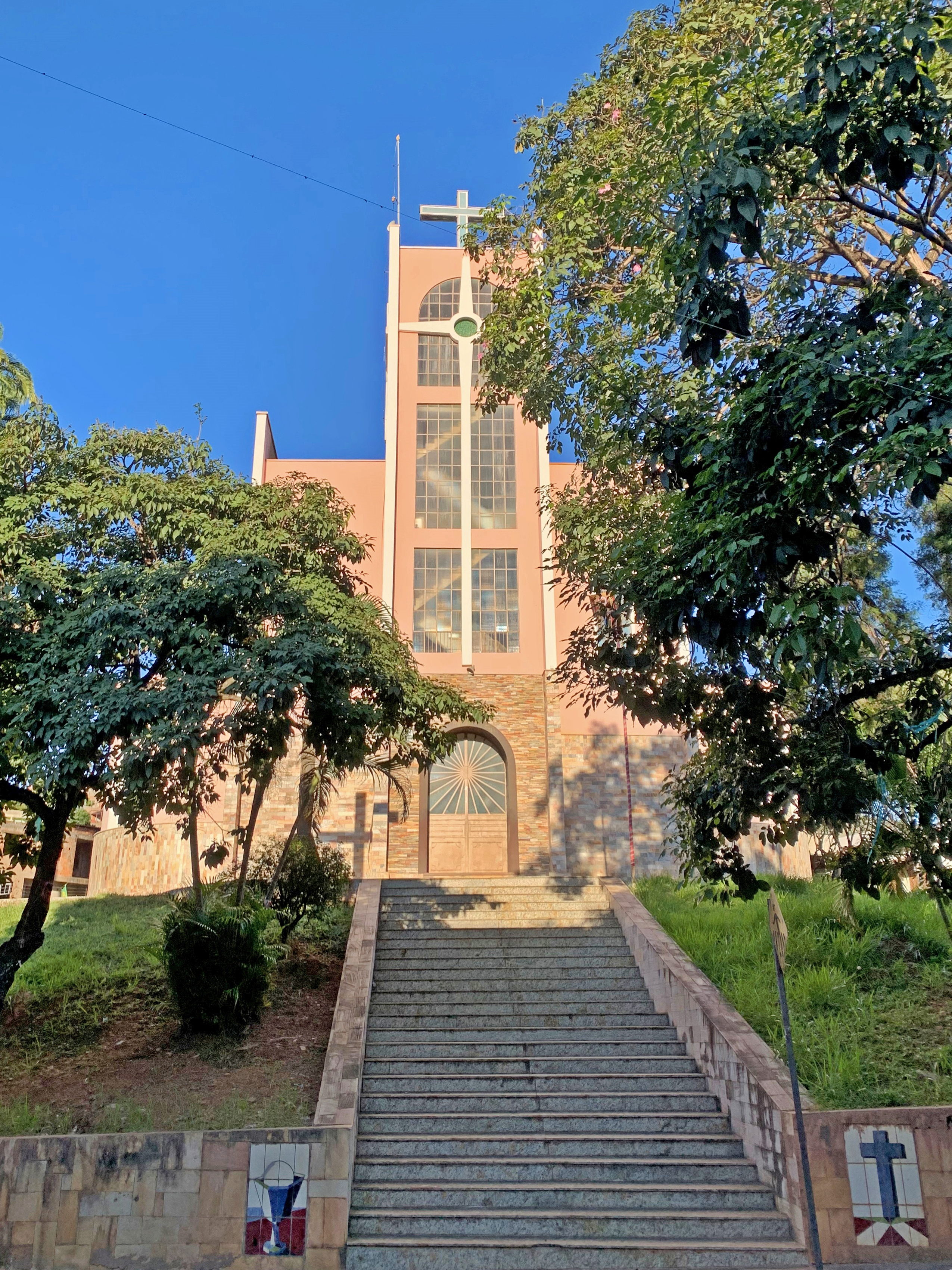
A Igreja Matriz de São Sebastião, da Paróquia São Sebastião, no Centro-Sul.

Em 2022, a população era composta por 40 893 pardos (50,13%), 28 095 brancos (34,44%), 12 393 negros (15,19%), 121 amarelos (0,15%) e 72 indígenas (0,09%). Em 2010, considerando-se a região de nascimento, 79 914 eram nascidos no Sudeste (98,36%), 59 na Região Norte (0,07%), 809 no Nordeste (1,00%), 111 no Centro-Oeste (0,14%) e 71 no Sul (0,09%). 78 092 habitantes eram naturais de Minas Gerais (96,12%) e, desse total, 48 332 eram nascidos em Timóteo (59,49%). Entre os 3 151 naturais de outras unidades da federação, Espírito Santo era o estado com maior presença, com 837 pessoas (1,03%), seguido por São Paulo, com 563 residentes (0,69%), e pela Bahia, com 427 habitantes residentes no município (0,53%).
De acordo com dados do censo de 2022 realizado pelo IBGE, a população municipal com dez anos de idade ou mais está composta por 30 896 evangélicos (42,95% do total), 30 791 católicos (42,8%), 5 501 pessoas sem religião (7,65%), 540 espíritas (0,75%) e os 5,85% restantes estão divididos entre outras religiões. O município faz parte da Região Pastoral III da Diocese de Itabira-Fabriciano e está dividido em três paróquias, sendo elas São João Batista, São José e São Sebastião. A origem destas remonta à fé católica herdada dos primeiros habitantes, que foi mantida pelos operários e trabalhadores que vieram trabalhar na construção da Acesita.
A Paróquia São José, que está situada próxima à antiga vila operária e foi criada na década de 1950, forneceu cursos de alfabetização, corte, costura e pintura aos primeiros moradores. A Paróquia São Sebastião, por sua vez, corresponde à região do núcleo urbano original mais antigo, porém ela veio a ser criada somente na década de 60. Enquanto isso, a Paróquia São João Batista, com sede no distrito Cachoeira do Vale, foi criada em 2017. Por outro lado, o crescimento das religiões protestantes foi significativo desde a década de 90, fazendo com que Timóteo corresponda a um dos maiores contingentes de evangélicos no estado, superando inclusive a quantidade de católicos no censo de 2022.

## Política e subdivisões

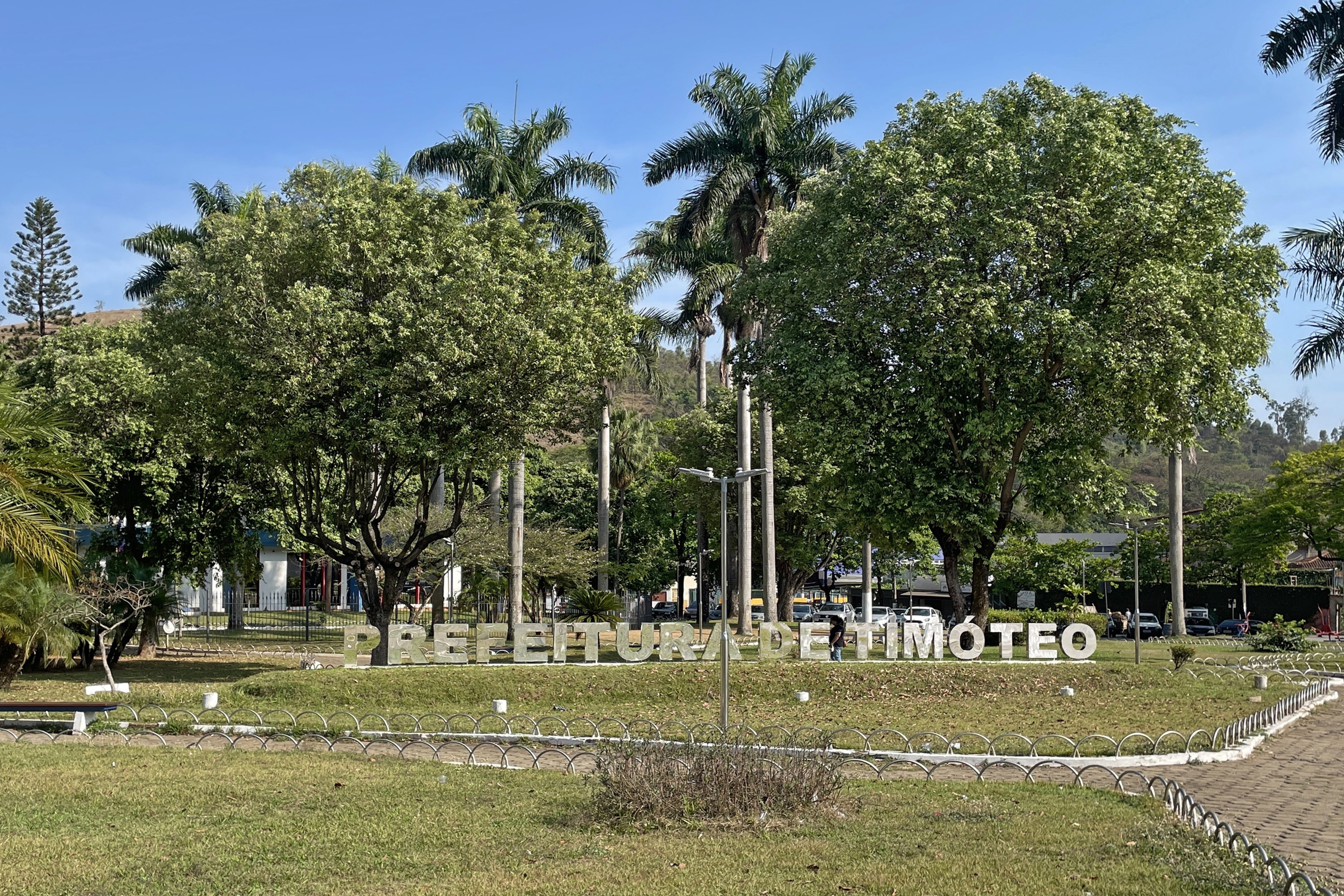
Paço Municipal, no bairro São José, onde estão localizadas as sedes da Prefeitura e da Câmara Municipal.

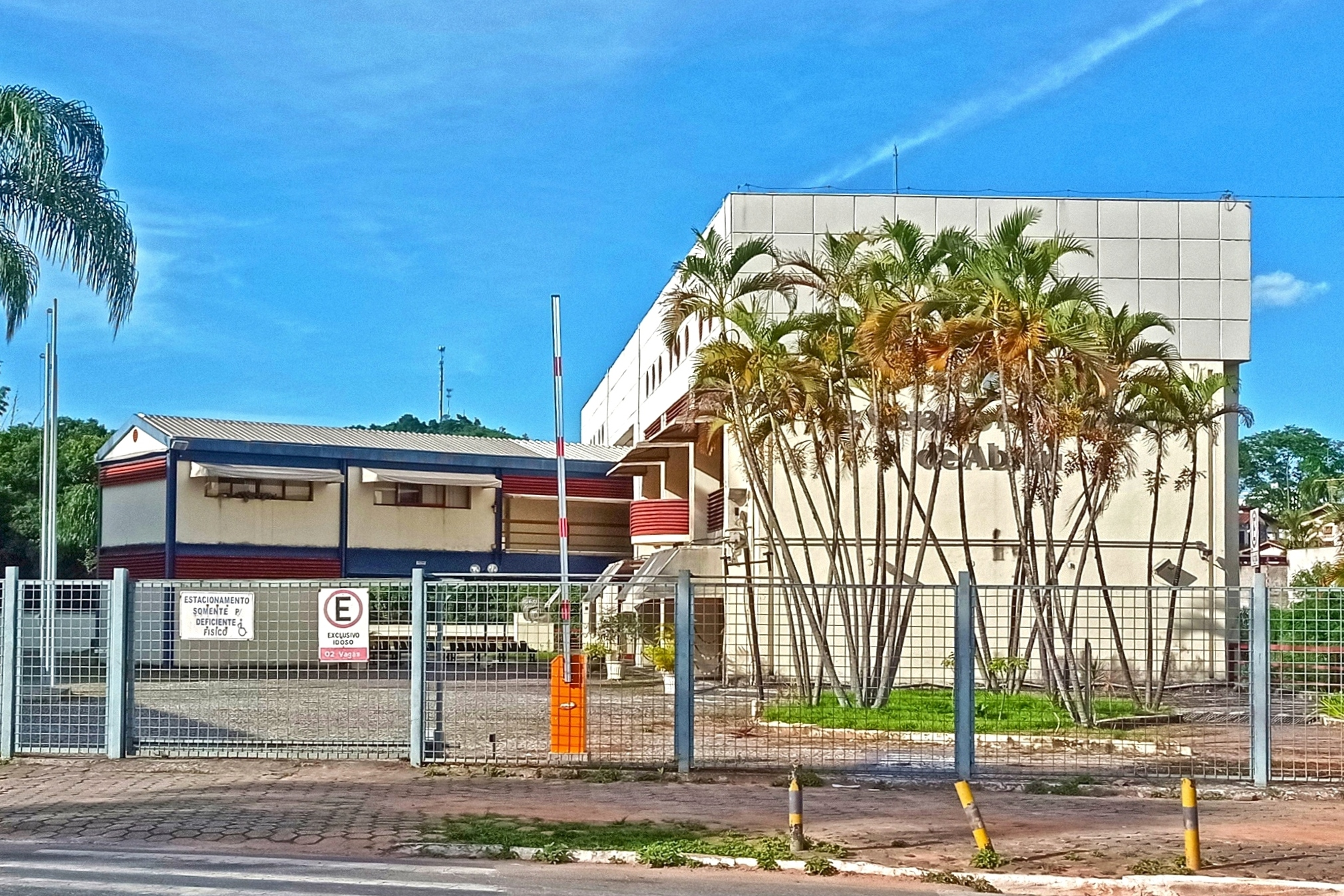
Vista do Fórum Doutor Geraldo Perlingeiro de Abreu, da comarca de Timóteo.

A administração municipal se dá pelos Poderes Executivo e Legislativo. O Executivo é exercido pelo prefeito, auxiliado pelo seu gabinete de secretários. O primeiro representante do Poder Executivo do município foi Virico Fonseca, nomeado intendente pelo governador José de Magalhães Pinto após a emancipação política, no entanto José Antônio de Araújo foi o primeiro prefeito eleito, tendo assumido o cargo em 3 de dezembro de 1965. O prefeito que venceu as eleições municipais de 2024 foi Vitor Vicente do Prado (Capitão Vitor), eleito pelo Republicanos com 33,81% dos votos válidos, ao lado de Marcelo Araújo Martins (PMB) como vice-prefeito.
O Poder Legislativo, por sua vez, é constituído pela câmara municipal, composta por quinze vereadores. Cabe à casa elaborar e votar leis fundamentais à administração e ao Executivo, especialmente o orçamento participativo (lei de diretrizes orçamentárias). Em complementação ao processo Legislativo e ao trabalho das secretarias, existem também conselhos municipais em atividade, entre os quais direitos da criança e do adolescente (criado em 2010), tutelar (2010), igualdade racial (2006), direitos do idoso (2010), direitos da pessoa com deficiência (2009) e políticas para mulheres (2007). Timóteo se rege por sua lei orgânica, promulgada em 29 de abril de 1990, e abriga uma comarca do Poder Judiciário estadual, de entrância especial, que funciona no Fórum Doutor Geraldo Perlingeiro, tendo como termos os municípios de Jaguaraçu e Marliéria. O município possuía, em setembro de 2024, 60 562 eleitores, de acordo com o Tribunal Superior Eleitoral (TSE).
O município é constituído pelo distrito-sede e pelo distrito Cachoeira do Vale, que está situado a oeste do território municipal. A área total da sede é de 133 km², ao mesmo tempo que Cachoeira do Vale possui 10,99 km². Segundo o IBGE em 2022, a cidade era composta por 39 bairros oficiais, dos quais os mais populosos eram o Cachoeira do Vale — sede do distrito homônimo — (com 6 515 habitantes), o Ana Rita (4 732 habitantes) e o Primavera (4 681 habitantes). Os bairros são organizados em sete "regionais" pela prefeitura com intuito administrativo, nomeadas conforme a localização geográfica. Nota-se que é relativamente pequena a disponibilidade de áreas para a expansão do perímetro urbano de Timóteo, tendo em vista seu relevo e as restrições devido à proximidade do Parque Estadual do Rio Doce. Isso é refletido na densidade demográfica elevada e na desaceleração do crescimento populacional a partir da década de 1990.

## Economia

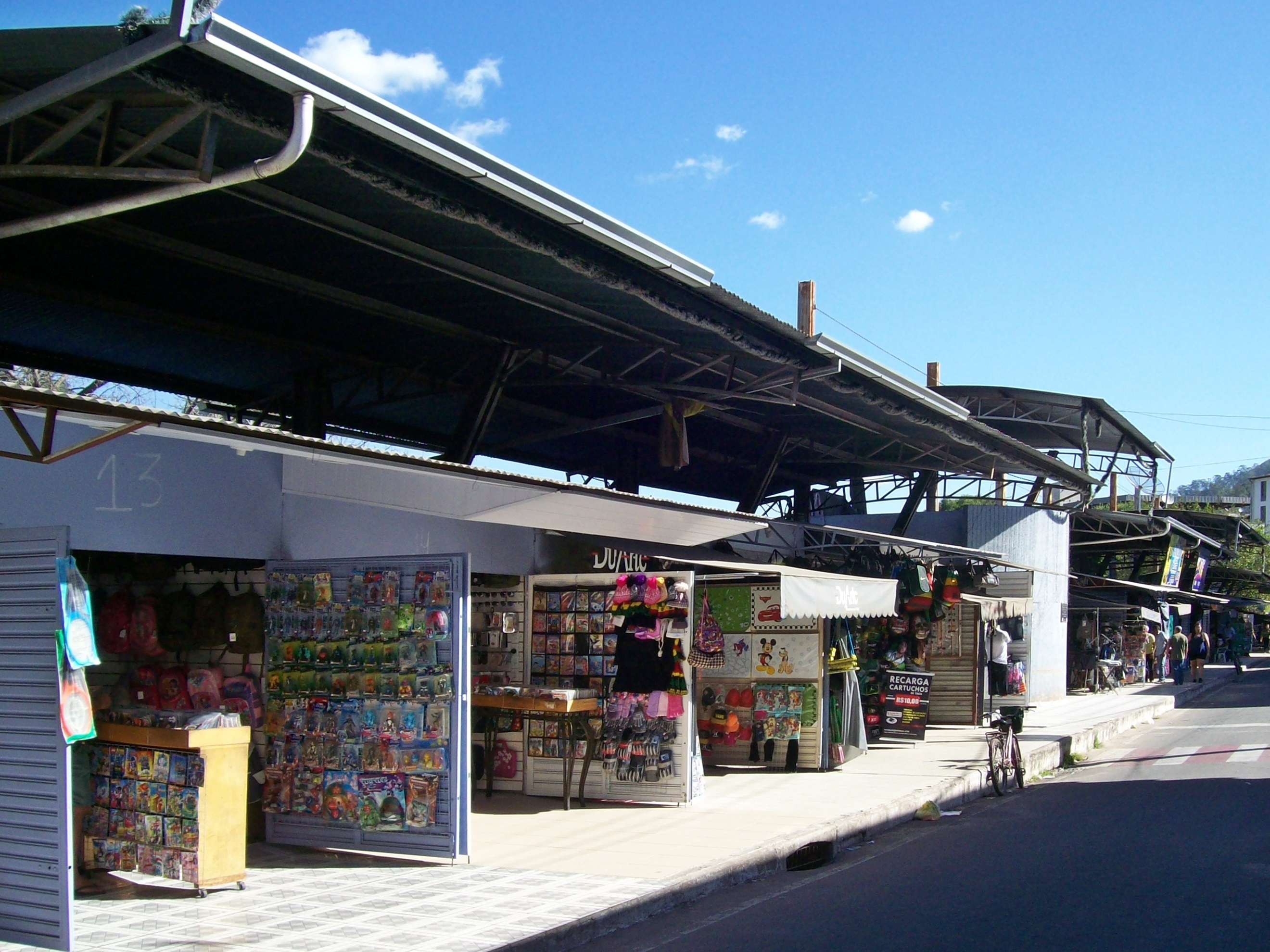
Centro de Economia Informal Raimundo de Souza Neto, camelódromo do Centro-Norte.

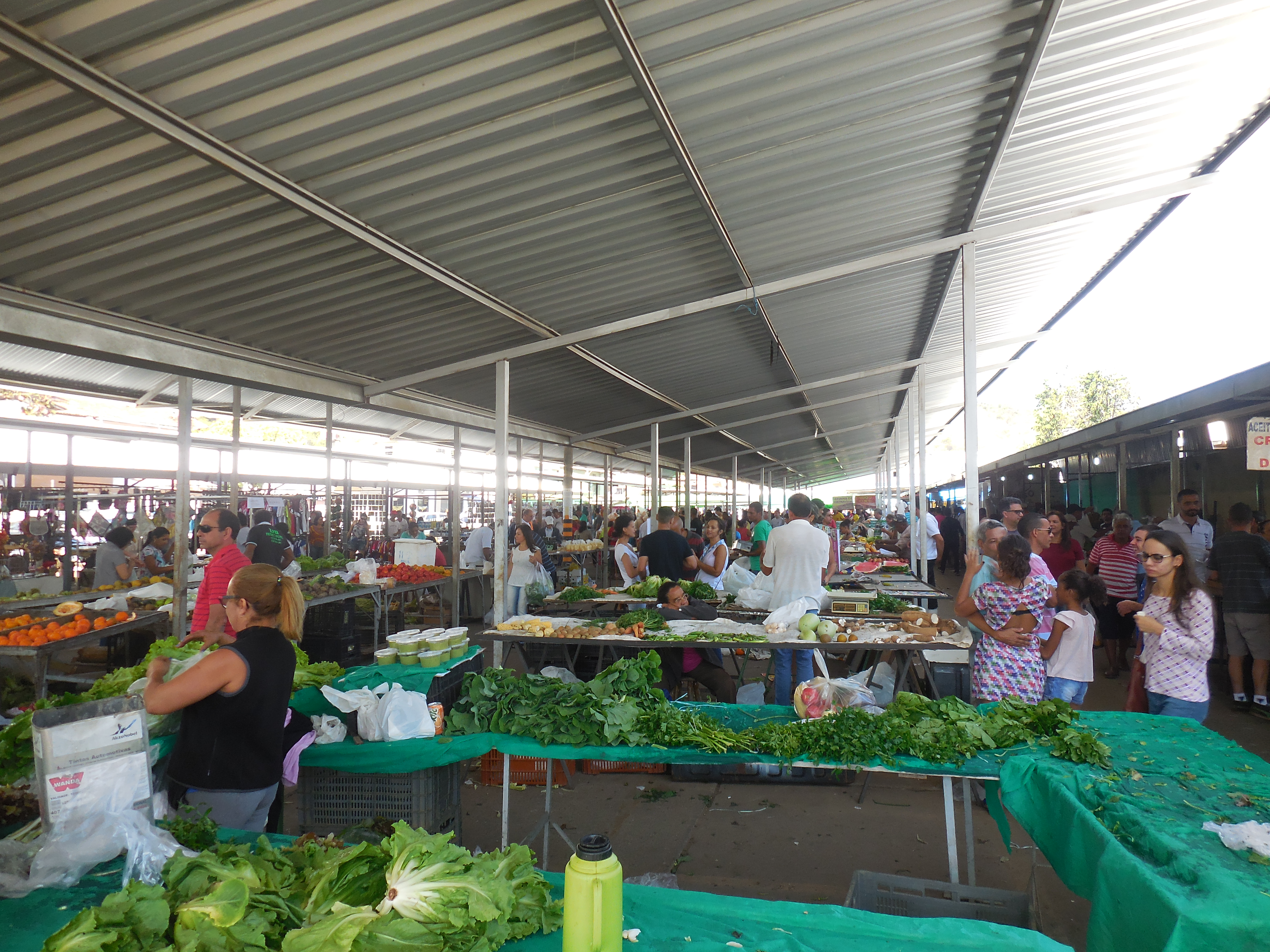
Interior da Feira do Timirim, que ocorre no bairro João XXIII.

No Produto Interno Bruto (PIB) de Timóteo, destacam-se as áreas da indústria e de prestação de serviços. De acordo com dados do IBGE, relativos a 2021, o PIB a preços recorrentes do município era de R$ 5 611 338,76 mil. 728 712,20 mil eram de impostos sobre produtos líquidos de subsídios a preços correntes e o PIB per capita era de R$ 61 482,00. Em 2010, 64,9% da população maior de 18 anos era economicamente ativa, enquanto que a taxa de desocupação era de 11,55%. Cabe ressaltar, no entanto, que cerca de 16,8% da população se deslocava para outro município para trabalhar, dada a localização e o fácil acesso aos complexos industriais situados nos demais municípios da Região Metropolitana do Vale do Aço.
Em 2022, salários juntamente com outras remunerações somavam 781 699 mil reais e o salário médio mensal de todo município era de 2,7 salários mínimos. Havia 3 656 unidades locais e 3 533 empresas atuantes. Segundo o IBGE, em 2010, 51,01% das residências sobreviviam com menos de salário mínimo mensal por morador (12 509 domicílios), 37,05% sobreviviam com entre um e três salários mínimos para cada pessoa (9 134 domicílios), 5,54% recebiam entre três e cinco salários (1 359 domicílios), 3,63% tinham rendimento mensal acima de cinco salários mínimos (890 domicílios) e 2,56% não tinham rendimento (628 domicílios).

### Agropecuária
Em 2021, a pecuária e a agricultura acrescentavam 1 663,03 mil reais na economia de Timóteo, enquanto que em 2010, 1,75% da população economicamente ativa do município estava ocupada no setor. Segundo o IBGE, em 2023 o município possuía um rebanho de 1 370 galináceos, 1 031 bovinos, 152 equinos, 73 suínos e 31 ovinos. Neste mesmo ano, a cidade produziu 777 mil litros de leite de 215 vacas, 7 mil dúzias de ovos de galinha de 550 galinhas e 103 500 quilos de mel de abelha. Em 2019, Timóteo e a vizinha Ipatinga eram os dois municípios de Minas Gerais que mais exportavam mel para fora do Brasil, segundo o governo do estado.
Na lavoura permanente, em 2023, as produções com as maiores áreas plantadas eram de banana (9 hectares cultivados) e coco (1 hectare). A agricultura familiar se faz presente em Timóteo sobretudo por meio do cultivo de hortaliças, produção de mel e biscoitos. Parte da produção agropecuária local é comercializada em feiras livres locais. A Feira do Timirim, que é acontece no bairro João XXVII, é uma das principais feiras livres regulares da Região Metropolitana do Vale do Aço.

### Indústria e prestação de serviços

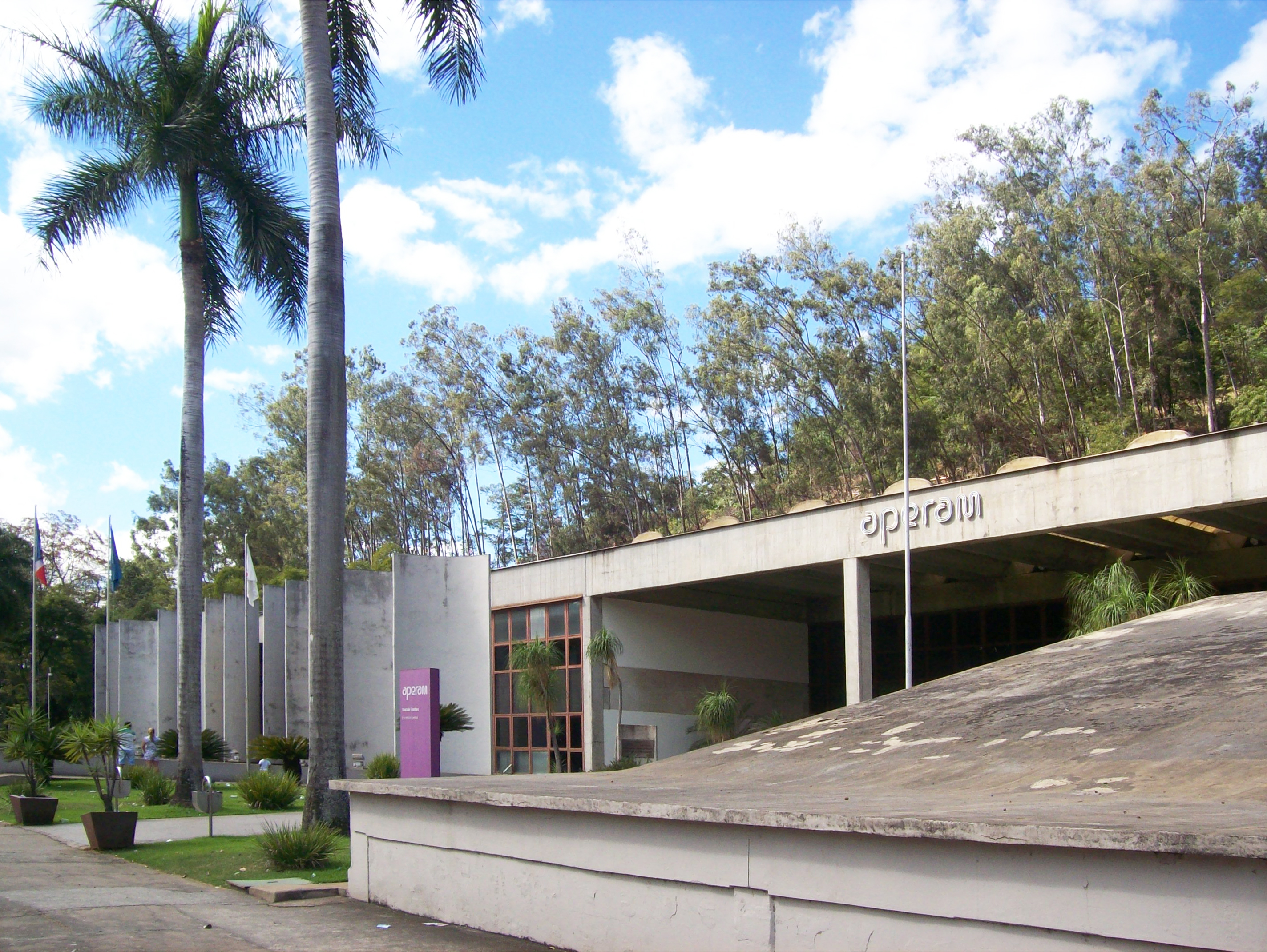
Escritório central da Aperam South America

A indústria, em 2021, rendia 3 162 686,42 mil reais ao PIB municipal. Boa parte desse valor se deve à presença da Aperam South America, destacando-se como a maior produtora de aço inoxidável e elétrico da América do Sul, com uma capacidade anual de produção de 800 mil a 900 mil toneladas de aço bruto (em placas). Em 2015, empregava mais de 3 200 funcionários em Timóteo e no norte mineiro, na Aperam Bioenergia, e cerca de 20% de sua produção era exportada. O estabelecimento do complexo industrial foi o responsável por atrair empresas fornecedoras, complementares e de prestação de serviços às atividades produtivas tanto em Timóteo quanto nos municípios ao redor.
Timóteo possui dois distritos industriais, sendo um o Distrito Industrial Limoeiro, localizado entre os bairros Limoeiro e Alphaville, e o outro às margens da BR-381, entre o núcleo industrial da Aperam e o distrito Cachoeira do Vale. Dentre outros ramos industriais, fazem-se presentes a confecção de artigos e acessórios de vestuário, extração e manipulação de minerais não-metálicos, fabricação de móveis e artefatos mobilísticos, produção de alimentos e bebidas, fabricação de máquinas e fabricação de produtos oriundos da metalurgia. Segundo estatísticas do ano de 2010, 0,43% dos trabalhadores do município estavam ocupados no setor industrial extrativo e 22,64% na indústria de transformação.
Em 2010, 8,72% da população ocupada estava empregada no setor de construção, 0,92% nos setores de utilidade pública, 15,30% no comércio e 44,20% no setor de serviços e em 2021, 1 275 599,13 mil reais do PIB municipal eram do valor adicionado bruto do setor de serviços e 442 677,99 mil reais do valor adicionado da administração pública. O movimento comercial em Timóteo possui uma representatividade especial no Centro-Norte, onde a então Acesita estabeleceu um centro comercial para atender a antiga vila operária na década de 1960. Essa região, atualmente conhecida como Acesita, é considerada uma centralidade metropolitana que exerce um considerável grau de polarização na RMVA, em função da presença de serviços públicos e comércio que atraem consumidores das cidades próximas. Uma expansão do fluxo comercial foi registrada de forma mais recente nos bairros Funcionários e Timirim, que possuem fácil acesso ao Centro-Norte.

## Infraestrutura

### Saúde

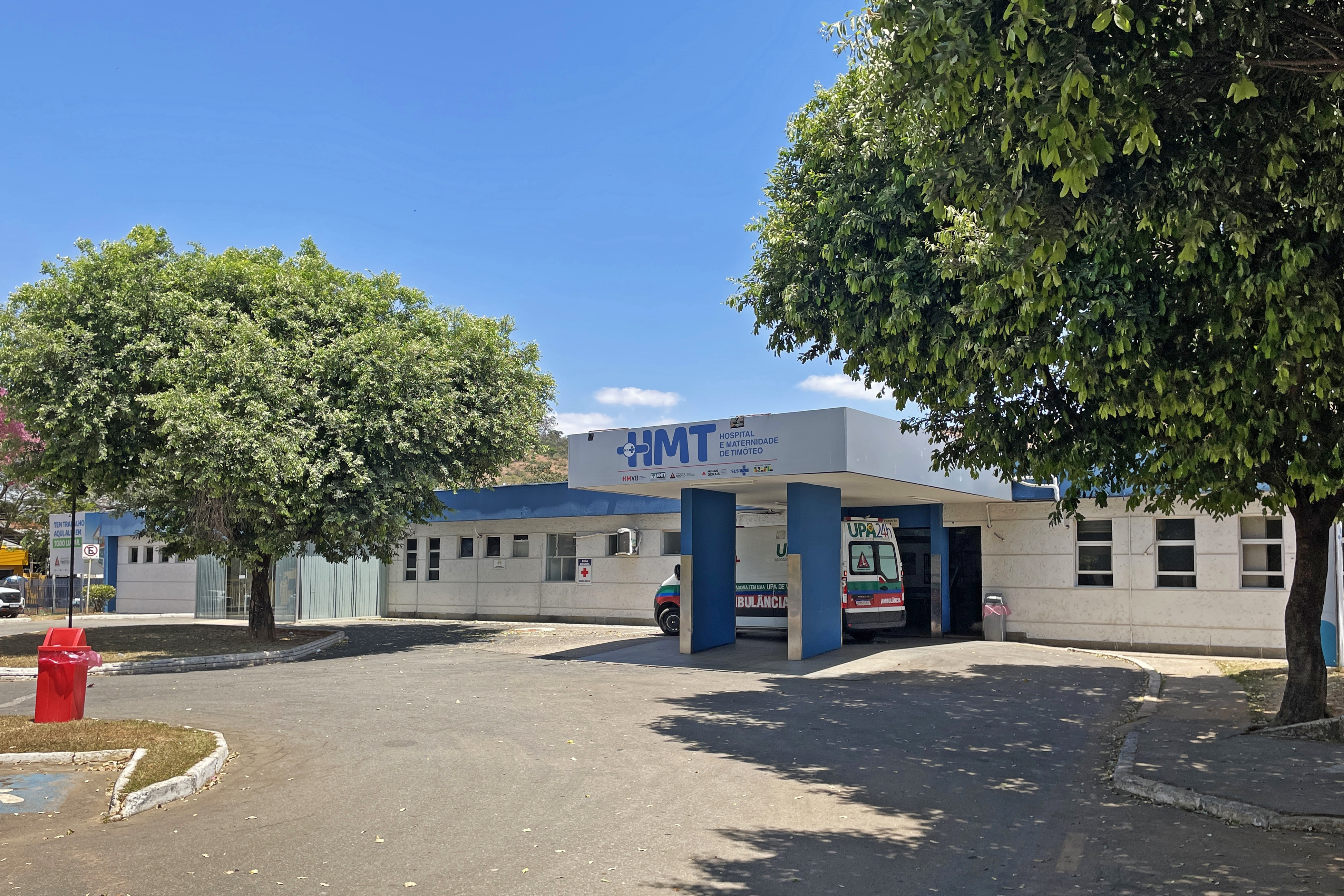
Pronto-socorro do Hospital e Maternidade de Timóteo (HMT)

A rede de saúde de Timóteo inclui 15 unidades básicas de saúde, um posto de saúde, um hospital geral e um Centro de Atenção Psicossocial (CAPS), segundo informações de 2018. Havia, em 2010, 0,55 enfermeiros, 0,55 dentistas e 0,8 médicos para cada mil habitantes, frente a médias nacionais de 0,69, 0,54, e 1,5, respectivamente. Em 2015, também existiam sete centros de especialidades distribuídos pelo município.
O Hospital e Maternidade de Timóteo (HMT), antigo Hospital Acesita e Hospital e Maternidade Vital Brazil, está localizado no bairro Timirim e foi construído pela atual Aperam South America na década de 1950. A unidade de saúde é considerada referência regional para a realização de partos, além de obstetrícia e ortopedia. O Centro de Saúde João Otávio, situado no bairro Olaria, é mantido pela administração municipal e realiza atendimentos médicos clínicos e emergenciais. Também há a Unidade de Pronto Atendimento (UPA) Geraldo dos Reis Ribeiro, que foi concebida para atendimentos de urgência 24 horas no bairro Primavera e inaugurada em 24 de janeiro de 2020.
Timóteo conta com dois cemitérios, sendo eles o Recanto da Paz, no bairro Bela Vista, e o Jardim da Saudade, no Santa Maria. Em 2022, foram registrados 590 óbitos por morbidades, dentre os quais as doenças do sistema circulatório representaram a maior causa de mortes (25,42%), seguida pelos tumores (18,47%). Ao mesmo tempo, foram registrados 894 nascidos vivos, sendo que o índice de mortalidade infantil no mesmo ano foi de 5,59 óbitos de crianças menores de um ano de idade a cada mil nascidos vivos. Cabe ressaltar que 1,3% das meninas de 10 a 17 anos tiveram filhos em 2010.

### Educação

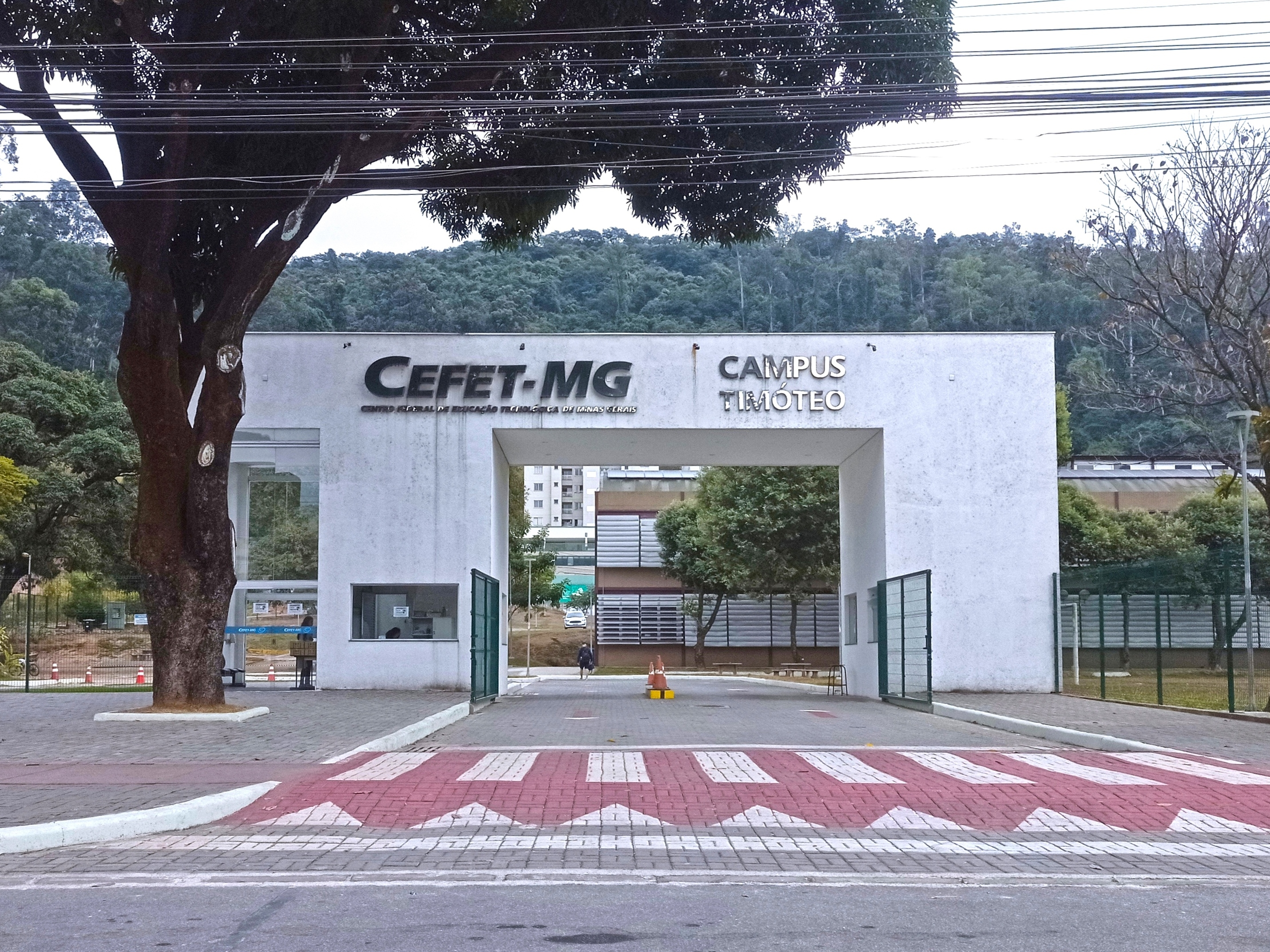
Portaria do CEFET-MG campus Timóteo

Na área da educação, o Índice de Desenvolvimento da Educação Básica (IDEB) médio entre os alunos dos anos iniciais do ensino fundamental das escolas públicas de Timóteo era de 6,6 em 2023, numa escala de avaliação que vai de nota 1 a 10, enquanto que a nota dos alunos dos anos finais do fundamental era 4,9. Em 2022, estavam matriculadas em escolas 44,54% das crianças com zero a três anos, 93,32% daquelas com quatro a cinco anos e 99,3% das que tinham entre seis e 14 anos, assim como 91% dos adolescentes entre 15 e 17 anos. Além disso, também frequentavam instituições de ensino 27,79% dos habitantes de 18 a 24 anos e 6,76% daqueles com 25 anos ou mais.
Dentre os habitantes de 18 anos ou mais em 2022, 24,64% não completaram o ensino fundamental, 15,44% tinham somente o fundamental completo, 41,25% tinham o ensino médio completo e 18,67% o ensino superior completo, sendo que a população com onze anos ou mais de idade tinha em média 10,3 anos de estudo. O percentual de alfabetização dos moradores de 15 anos ou mais, por sua vez, era de 96,88%, resultando em 3,12% de pessoas não alfabetizadas nesse grupo de idade. Já em 2023, havia 15 313 matrículas nas instituições de educação infantil e ensinos fundamental e médio da cidade.
O Centro Federal de Educação Tecnológica de Minas Gerais (CEFET), cujo campus está localizado no Centro-Norte, atende a uma demanda regional, fornecendo gratuitamente o ensino médio concomitante ao técnico e cursos superiores. Além do CEFET, existem campi de instituições de ensino técnico e superior privadas. A Aperam South America mantém um Centro de Formação Profissional, onde disponibiliza cursos técnicos em parceria com o Serviço Nacional de Aprendizagem Industrial (SENAI) e a possibilidade de estágio na empresa. Por meio da Fundação Aperam Acesita, a Aperam ocasionalmente também oferece cursos de qualificação.
| Educação infantil  | 3 650 | 257 | 38 |
| Ensino fundamental | 8 639 | 548 | 28 |
| Ensino médio       | 3 024 | 294 | 10 |

### Habitação, serviços e comunicações

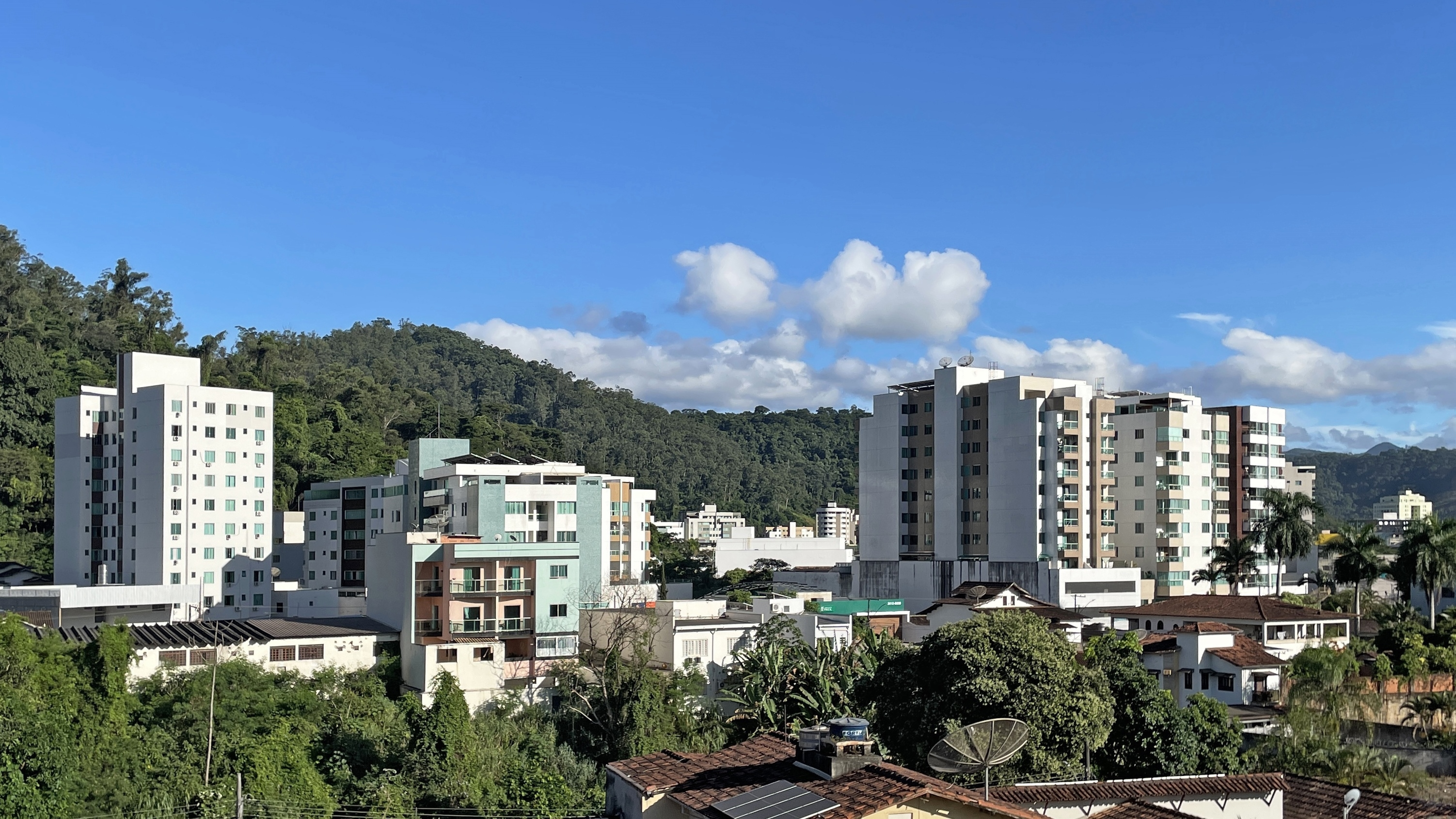
Prédios residenciais no bairro Funcionários

No ano de 2022, Timóteo possuía 30 026 domicílios particulares permanentes ocupados. Desse total, 21 984 eram casas (73,22%), 7 769 eram apartamentos (25,87%), 137 eram casas de vila ou em condomínio (0,46%), 101 eram cortiços (0,34%) e 35 eram estruturas degradadas ou inacabadas (0,12%). Do total de domicílios ocupados, 21 393 eram próprios (71,20%), sendo que 19 263 eram próprios já quitados e 2 130 próprios em aquisição; 6 611 eram alugados (22,00%); 1 905 imóveis eram cedidos ou emprestados (6,34%); e 138 foram ocupados de outras formas (0,46%). O município conta com um Plano Diretor Municipal que rege os parâmetros geográficos e urbanísticos para a construção de residências, prédios e estabelecimentos comerciais.
Os serviços de abastecimento de água e coleta de esgoto são feitos pela Companhia de Saneamento de Minas Gerais (Copasa). Em 2022, segundo o IBGE, 91,46% dos domicílios possuíam a rede geral de água como principal forma de abastecimento e 99,90% possuíam banheiro de uso exclusivo da moradia. Com relação ao esgotamento sanitário, 94,53% das habitações eram atendidas pela rede geral ou pluvial. Grande parte da água utilizada para o suprimento da cidade e da região do Vale do Aço é originada de um aquífero aluvionar localizado no subsolo, sendo extraída e tratada na estação de tratamento de água da Copasa localizada no bairro Amaro Lanari, em Coronel Fabriciano. No entanto, Timóteo conta com outros três pontos de captação menores que atendem exclusivamente ao município. O esgoto, por sua vez, era liberado diretamente para os cursos hidrográficos que banham o perímetro urbano sem tratamento até 2019, quando entrou em operação uma estação de tratamento de águas residuais no bairro Limoeiro com a intenção inicial de atender a 165 mil habitantes de Timóteo e Coronel Fabriciano.

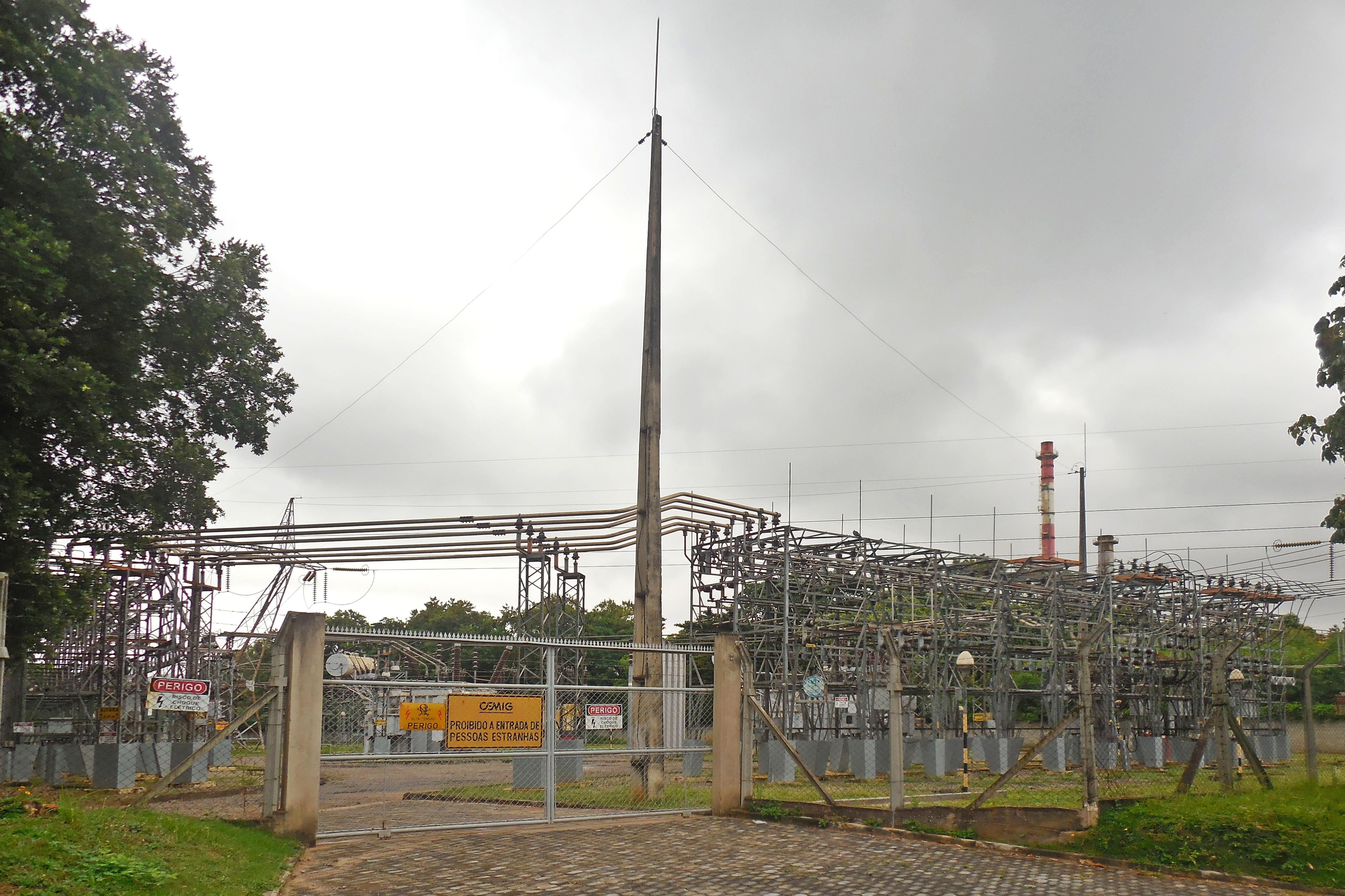
Subestação de energia elétrica da Cemig em Timóteo

O serviço de abastecimento de energia elétrica é feito pela Companhia Energética de Minas Gerais (Cemig), que atende ainda a boa parte do estado de Minas Gerais. Em 2010, 99,91% dos domicílios possuíam acesso à rede elétrica, de acordo com o IBGE. Quanto ao destino do lixo, segundo o censo de 2022, 99,36% das moradias eram atendidas por serviço de coleta. Os resíduos coletados são encaminhados à Central de Resíduos do Vale do Aço (CRVA), localizada em Santana do Paraíso, sendo que uma média de 40 toneladas de lixo ao dia era produzida em 2012. Até 2005, os resíduos da cidade eram descartados em um lixão a céu aberto situado próximo ao rio Piracicaba, o chamado lixão da Ponte Mauá, que também atendia ao município de Coronel Fabriciano. Essa área foi fechada e destinada para preservação, no entanto o processo de contaminação do solo e da água continuou, uma vez que a área não passou por recuperação ambiental.
Em dados da Agência Nacional de Telecomunicações (Anatel), Timóteo possuía 271 orelhões em 2016. O código de área (DDD) é 031 e o Código de Endereçamento Postal (CEP) da cidade vai de 35180-001 a 35184-999. Em janeiro de 2009, o município passou a ser servido pela portabilidade, juntamente com outros municípios com o mesmo DDD. A portabilidade é um serviço que possibilita a troca da operadora sem a necessidade de se trocar o número do aparelho. O serviço postal é atendido por agências da Empresa Brasileira de Correios e Telégrafos funcionando nos bairros Centro-Norte e Centro-Sul. Dentre as emissoras de rádio da cidade, destacam-se a Tropical FM, criada em 9 de novembro de 2007, além da Itatiaia Vale, que estão entre as principais da RMVA. Em relação aos jornais locais com circulação diária, destacam-se o Diário do Aço e Diário Popular, produzidos em Ipatinga, além da Folha do Aço, editada em Timóteo.

### Segurança e criminalidade

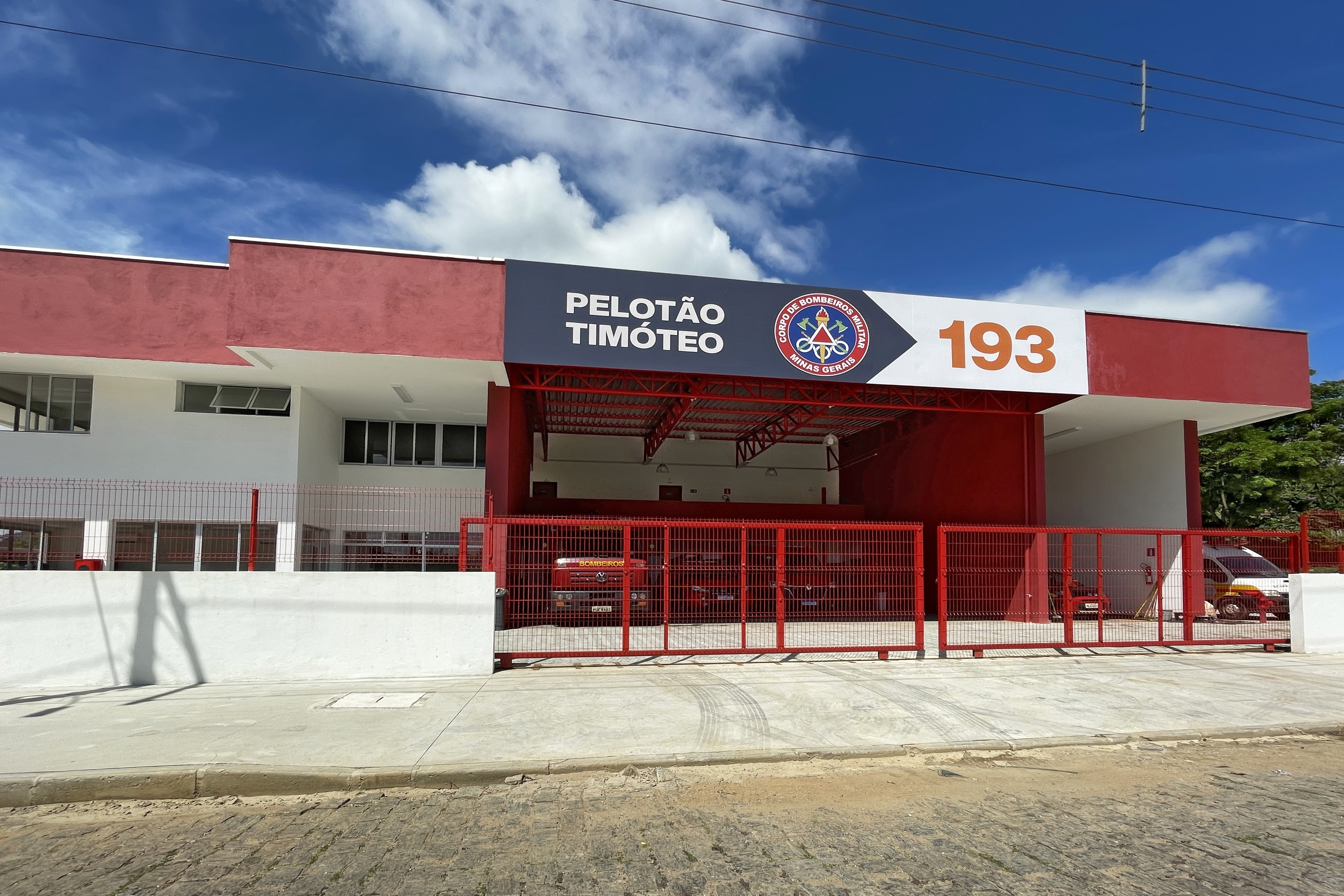
Pelotão do Corpo de Bombeiros no Cruzeirinho

A provisão de segurança pública de Timóteo é dada por diversos organismos. A Polícia Militar, uma força estadual, é a responsável pelo policiamento ostensivo das cidades, o patrulhamento bancário, ambiental, prisional, escolar e de eventos especiais, além de realizar ações de integração social, tendo como base no município uma Companha da PMMG, subordinada ao Batalhão de Coronel Fabriciano. Já a Polícia Civil tem o objetivo de combater e apurar as ocorrências de crimes e infrações e é representada em Timóteo por uma Área Integrada de Segurança Pública (AISP), subordinada à Delegacia Regional de Polícia Civil de Ipatinga. A cidade é atendida por um Pelotão do Corpo de Bombeiros e também há a atuação da defesa civil, subordinada à prefeitura.
Em 2022, foram registrados 24 homicídios, uma queda em relação aos 28 em 2021. O pior ano de 2000 a 2022 foi 2014, com 31 ocorrências. Contudo, os números são proporcionalmente altos em relação à população, maiores até do que da capital mineira e dos municípios mais populosos do Vale do Aço. A maior parte dos homicídios está relacionada ao tráfico de drogas, que também contribui com a prática de outros delitos, visto que os usuários normalmente furtam e roubam para sustentar seus vícios. Também há registros de mortes provocadas por disputas de organizações criminosas instaladas na cidade, sobretudo nos bairros periféricos, o que é reflexo da desigualdade socioeconômica. Boa parte dos delinquentes é encaminhada para o presídio da cidade localizado no bairro Primavera, que, no entanto, já foi palco de superlotação e rebeliões.

### Transportes

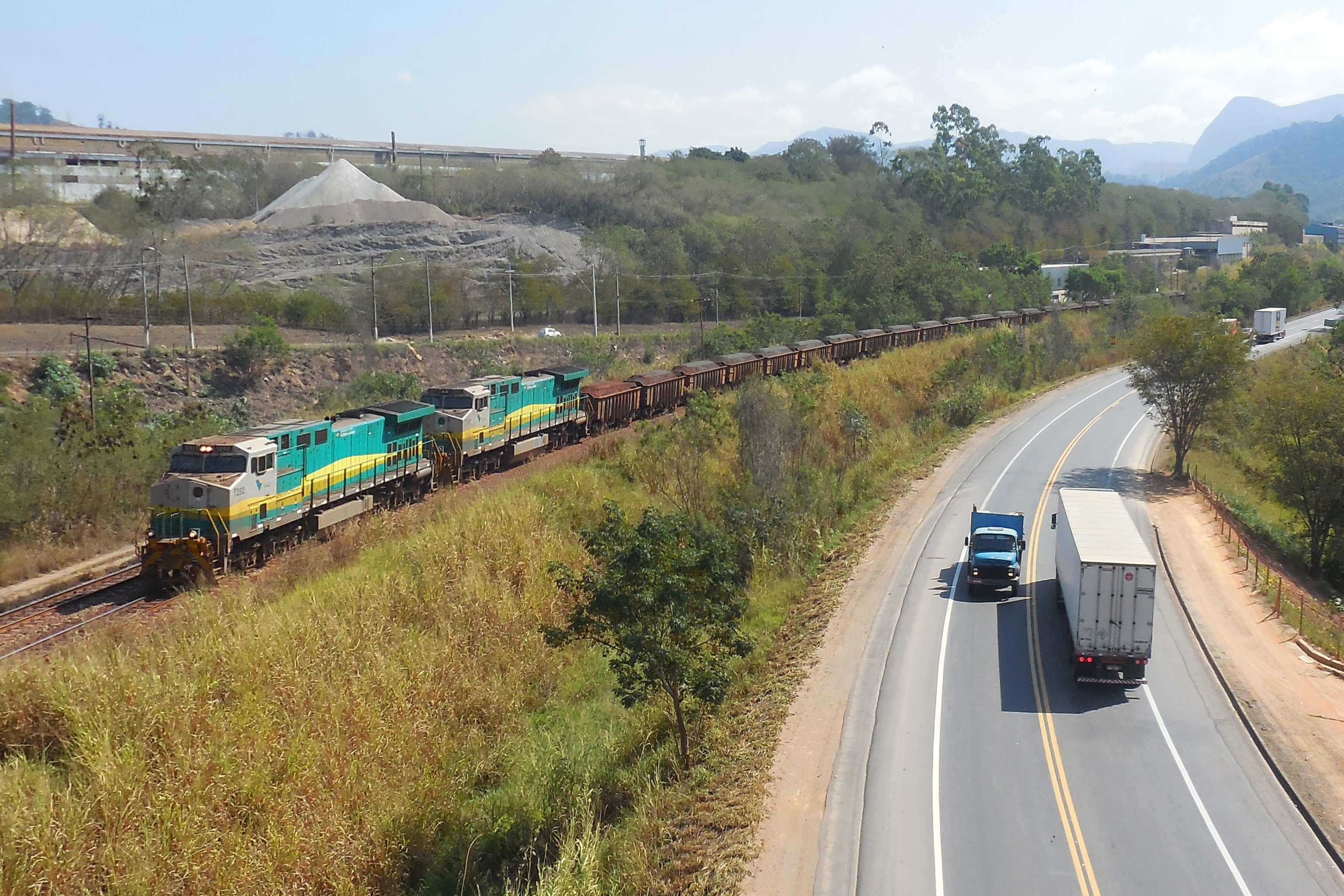
Composição da Vale transportando minério de ferro pela EFVM à esquerda da BR-381 em Timóteo

Timóteo é atendida pela Estrada de Ferro Vitória a Minas (EFVM), administrada pela Vale, que configura como uma das principais formas de transporte do minério de ferro extraído em Itabira para a Aperam South America e para o escoamento da produção da empresa. A Estação Mário Carvalho possibilita o transporte de passageiros por meio das paradas diárias das composições que circulam entre as regiões metropolitanas de Vitória e Belo Horizonte. Dentre as alternativas de transporte coletivo regulares, a EFVM é a via de viagem mais barata possível para várias cidades que contam com estações.
O município conta com um dos principais terminais rodoviários da região, que está localizado no Centro-Norte e foi inaugurado em janeiro de 1983. A cidade é atendida pela BR-381, principal acesso à capital mineira e ao Espírito Santo; e pela LMG-760, ligação da zona urbana até a BR-262 passando pelo distrito de Cava Grande, em Marliéria. A frota municipal no ano de 2023 era de 50 371 veículos, sendo 27 825 automóveis, 12 893 motocicletas, 3 123 caminhonetes, 1 557 caminhonetas, 1 137 caminhões, 981 reboques, 895 motonetas, 556 utilitários, 407 ciclomotores, 313 semirreboques, 262 caminhões-trator, 201 micro-ônibus, 186 ônibus, 17 triciclos, nove tratores de rodas, quatro sidecars e cinco classificados como outros tipos de veículos. Ocasionalmente a zona urbana enfrenta congestionamentos devido ao aumento do fluxo de veículos. Próximo aos núcleos comerciais, a disponibilidade de vagas para estacionar por vezes é escassa, o que gera prejuízos no comércio. Sendo assim, propostas como a adoção do sistema de estacionamento rotativo vêm sendo analisadas e executadas.
O transporte coletivo do município é de responsabilidade da Saritur, sendo que havia 19 linhas em 2012. Através do terminal de integração, que foi construído para a baldeação de linhas, é possível pegar dois ônibus das linhas municipais pagando apenas uma passagem. A Univale Transportes, por sua vez, fornece linhas intermunicipais que conectam Acesita (Centro-Norte) e Timóteo (Centro-Sul) aos demais municípios da Região Metropolitana do Vale do Aço. O transporte cicloviário na cidade é possível por meio de ciclovias e/ou ciclofaixas presentes em algumas vias, porém a maioria das ciclovias carece de pavimentação e continuidade. A infraestrutura das calçadas também é deficiente em muitos bairros, sendo notados problemas com irregularidades, obstáculos e falta de continuidade no piso. Na região metropolitana, há disponibilidade de transporte aéreo por meio do Aeroporto de Ipatinga, o qual possui rotas diárias com destino à Região Metropolitana de Belo Horizonte.

## Cultura

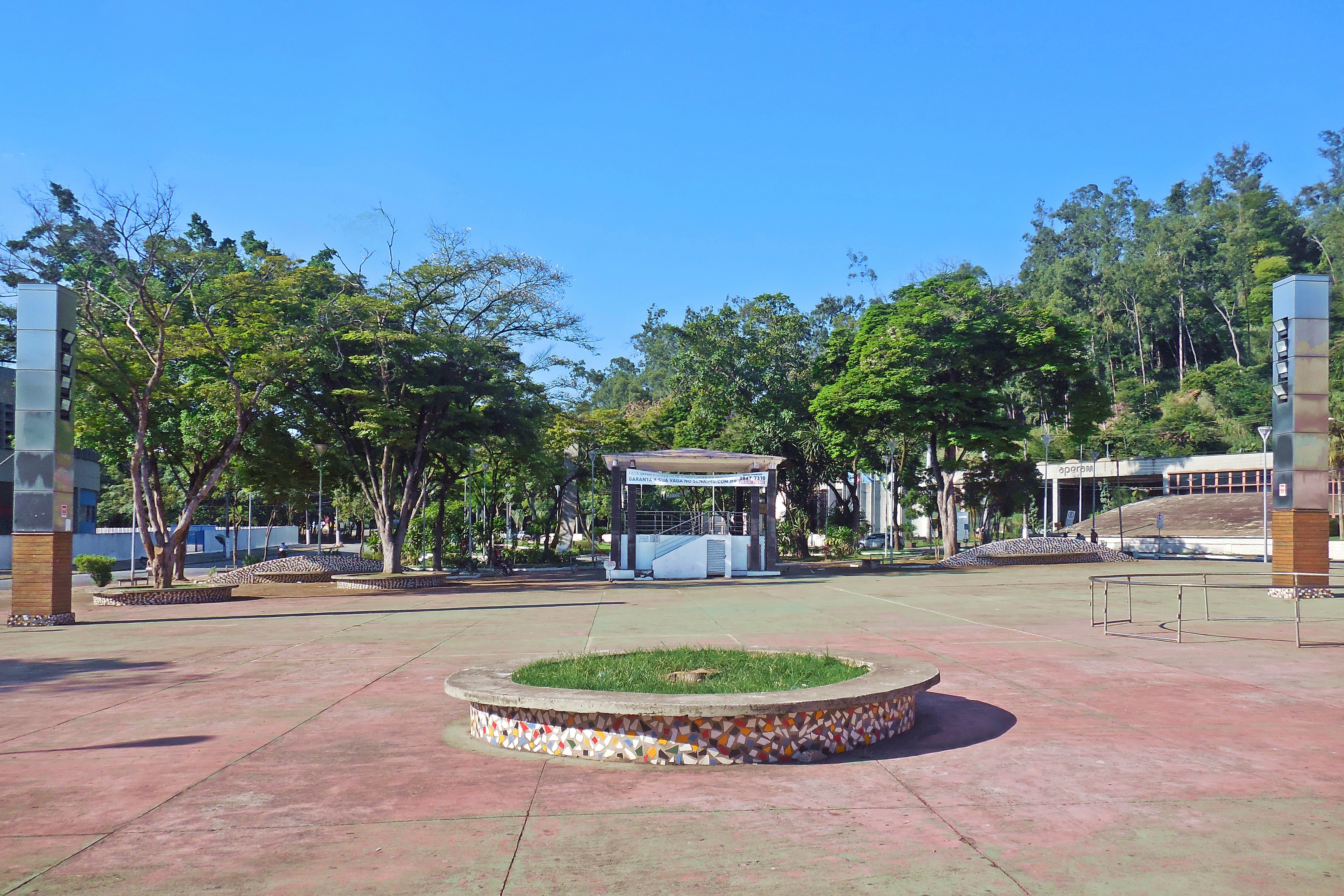
Praça 1º de Maio, área de lazer e eventos no Centro-Norte.

Os primeiros investimentos destinados ao lazer foram construídos pela antiga Acesita, com a intenção de incentivar a fixação de seus trabalhadores na vila operária. A princípio foram organizadas festividades cívicas, campeonatos de futebol e, posteriormente, houve a criação de clubes, a exemplo do Elite Clube e do Clube do Operário, onde também eram realizadas apresentações teatrais e musicais. O Cine Marabá, antigo Cine Acesita, foi criado na década de 1950 e transferido para um novo prédio no centro comercial da vila operária (atual Centro-Norte) na década de 70, porém veio a ser desativado e transformado em estabelecimento comercial na década de 90. O Centro-Sul, por sua vez, já abrigava tradições culturais mais antigas, a exemplo do Grupo de Congado Nossa Senhora do Rosário, que é datado de 1895, ou do carnaval de rua, na década de 40.
Após a emancipação, em 1964, a administração pública intensificou os investimentos em praças e centros de esporte pela cidade. Timóteo conta com um conselho municipal de cultura e conselho de preservação do patrimônio, sendo ambos paritários e de caráter deliberativo e fiscalizador. Também há legislações municipais de proteção ao patrimônio cultural material, ministradas por uma secretaria municipal exclusiva, que é o órgão gestor da cultura no município. Apesar da administração pública do setor cultural, a Aperam South America, por meio da Fundação Aperam Acesita, também mantém investimentos em arte e equipamentos culturais, incluindo sob recursos da Lei Federal de Incentivo à Cultura.
Em 2013, estavam tombados como patrimônio cultural municipal os seguintes bens materiais: a mata do Parque Estadual do Rio Doce, a Escola Estadual Percival Farquhar, a antiga Escola Técnica de Metalurgia, a "Biquinha" e a Escola Estadual Getúlio Vargas. Em relação a bens móveis, o único tombamento existente era o do Oratório do Divino Espírito Santo. Contudo, em 2022, houve o tombamento do Forno Hoffmann. A pontuação de políticas culturais do município para o cálculo do ICMS Cultural, válida para exercício em 2024, foi de 3,00 em uma escala que vai de 0 a 4. A pontuação total, considerando variantes como conservação, despesas e quantidade de bens tombados e/ou registrados, foi de 9,83.

### Manifestações e espaços culturais

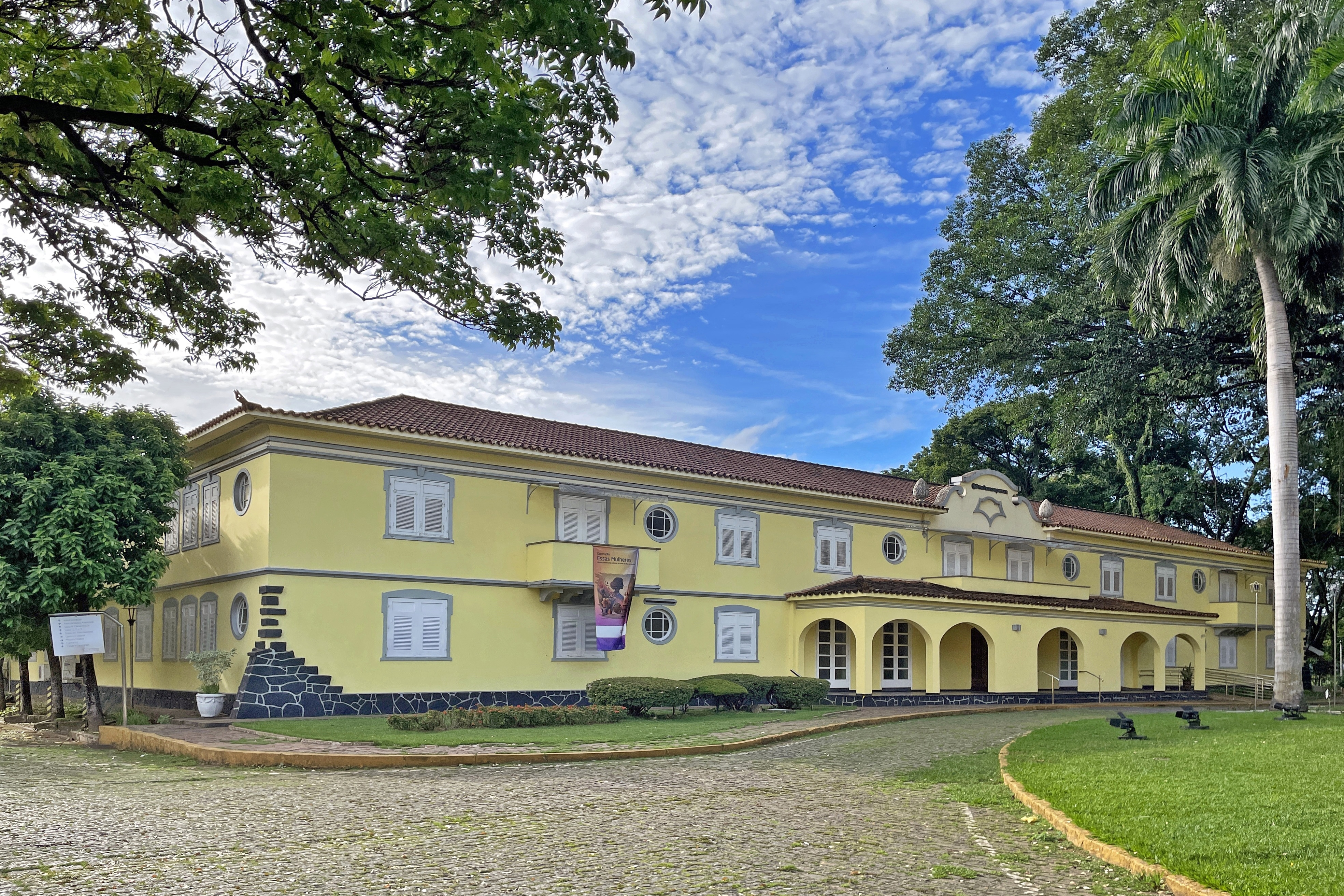
Centro Cultural da Fundação Aperam Acesita

A cidade possui um folclore rico e diversificado. Há existência de equipes artísticas de coral, folclore e grupos musicais de acordo com o IBGE em 2012. O artesanato também é uma das formas mais espontâneas da expressão cultural timotense, sendo que, segundo o IBGE, as principais atividades artesanais desenvolvidas são os trabalhos que envolvem frutas e sementes, madeira e metal. Outra das principais manifestações culturais é o Grupo de Congado Nossa Senhora do Rosário, que foi introduzido por Manoel Berto de Lima em 1895 e realiza apresentações em homenagem à Nossa Senhora do Rosário em ocasiões festivas.
As comemorações do carnaval, por sua vez, tiveram suas origens na atual Praça 29 de Abril, no Centro-Sul, onde os moradores passaram a se reunir para dançar usando máscaras e fantasias incentivados pelas marchinhas que ouviam nos rádios à pilha, em meados dos anos 1940. Na década de 60, essas festividades vieram a ocorrer nos clubes da cidade, evoluindo com a formação de escolas de samba e blocos carnavalescos. Na década de 1980, a prefeitura, em parceria com a Acesita, começou a organizar um carnaval de rua no Centro-Norte, envolvendo os carnavalescos da cidade. Apesar de sua realização não ser regular, chegou a atrair mais de 40 mil pessoas, envolvendo desfiles de blocos e espetáculos musicais.

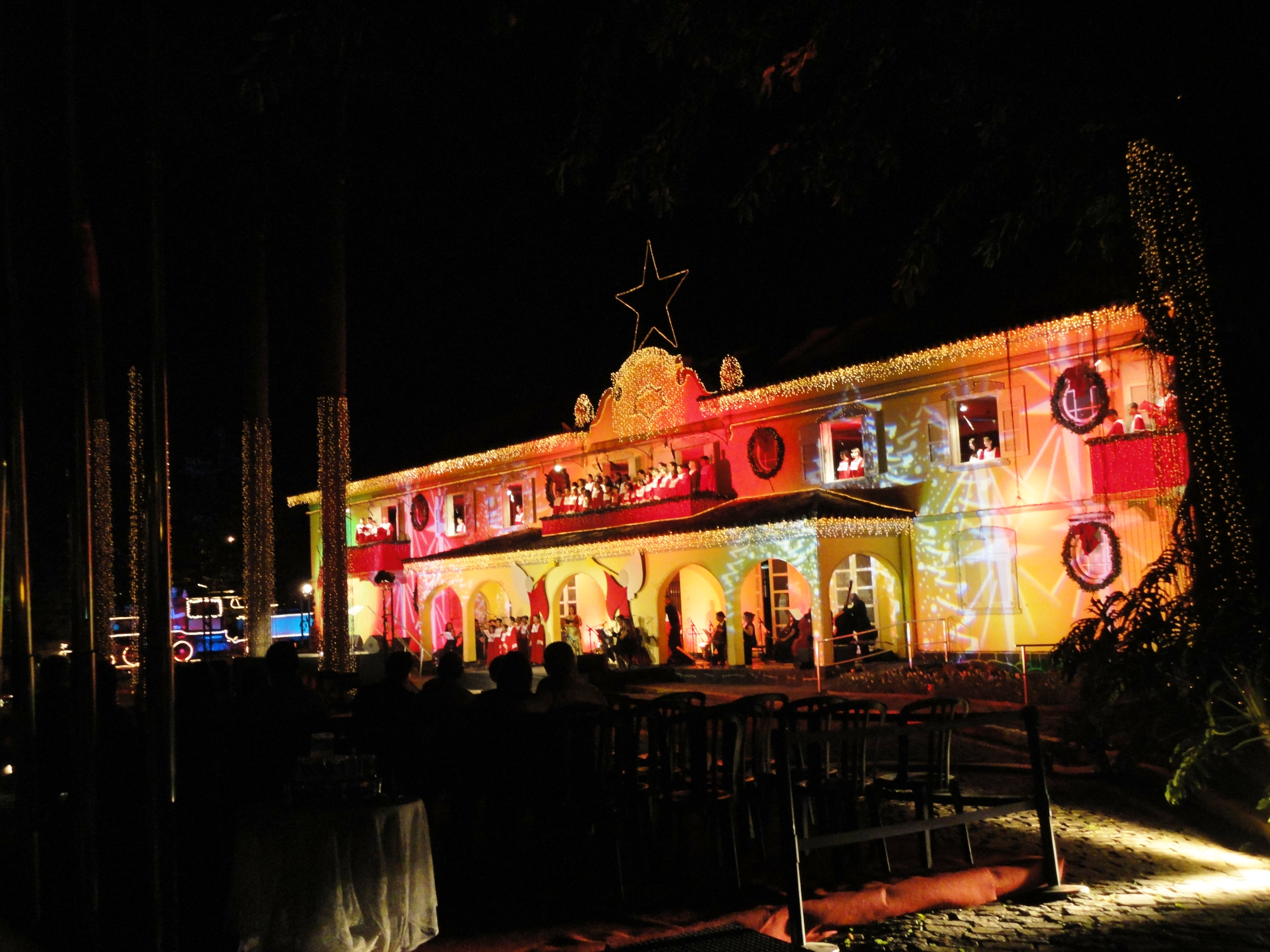
Fundação Aperam Acesita durante a Cantata de Natal da instituição

A Festa de São Sebastião (padroeiro municipal), a Corrida Rústica de São Sebastião, a Festa do Rosário (com a participação do grupo de congado), as celebrações do aniversário da cidade no mês de abril, a Festa de Nossa Senhora Aparecida e a Cantata de Natal da Fundação Aperam Acesita são outros exemplos de manifestações culturais populares que podem ser encontradas no município. No dia de Corpus Christi, tapetes são confeccionados nas ruas dos bairros pelas paróquias, mantendo as celebrações cujas origens remontam a 1930. Dentre os espaços culturais destinados à manutenção e à preservação das manifestações populares, destaca-se a existência de bibliotecas mantidas pelo poder público municipal, teatros, estádios, ginásios poliesportivos, clubes, associações recreativas e arquivo público, segundo o IBGE em 2005 e 2012.
Sob recursos da Lei Federal de Incentivo à Cultura, a Aperam South America, sob intermédio da Fundação Aperam Acesita e em parceria com a prefeitura e outros órgãos locais, ocasionalmente organiza uma programação diversificada que envolve a realização de oficinas e espetáculos culturais. O Centro Cultural da Fundação Aperam Acesita (antiga casa de hospedes da Acesita), que foi aberto em outubro de 1994, abriga em seu interior um teatro, um museu da empresa e áreas destinadas a exposições, cursos e aulas de teatro que também são disponibilizadas à comunidade. No entanto, a instituição estende sua atuação com eventos nas escolas e principais praças e áreas livres da cidade, abertos à população em geral.

### Marcos e atrativos

#### Atrativos rurais e naturais

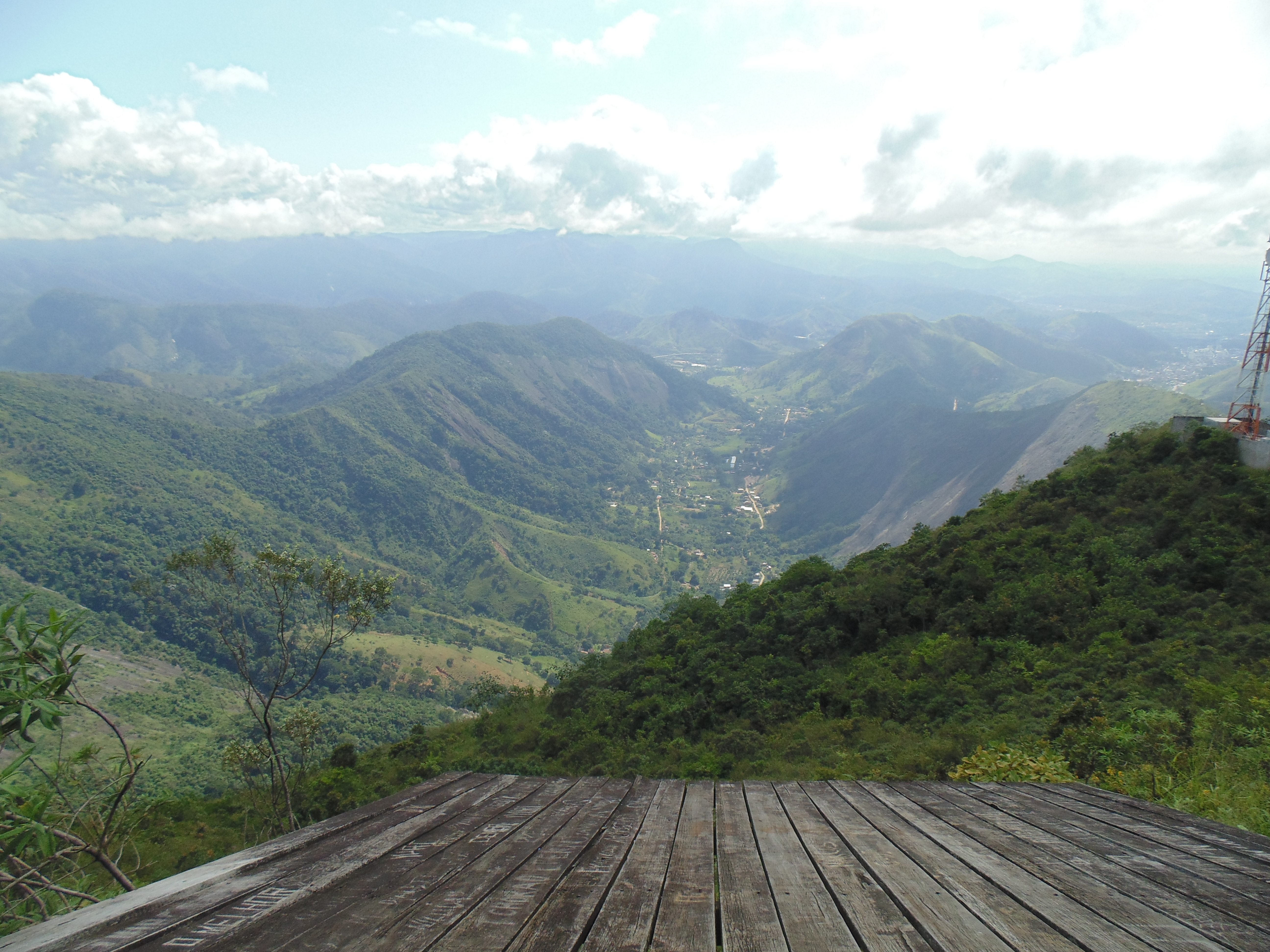
Vista remota do bairro Petrópolis a partir do alto do Pico do Ana Moura

Timóteo faz parte do Circuito Turístico Mata Atlântica de Minas Gerais, que foi oficializado em 2010 pela Secretaria de Estado de Turismo com o objetivo de estimular o turismo nas cidades integrantes. Dentre os atrativos naturais, destaca-se o Pico do Ana Moura, que é o ponto mais elevado do município, alcançando os 864 metros de altitude. Seu topo é aberto à visitação e, além de antenas de comunicação, conta com rampa de decolagem para voo livre, sendo utilizado também para escaladas.
Na região do bairro Petrópolis, situado em um dos principais acessos do Pico do Ana Moura, encontram-se hotéis fazenda, chácaras e trilhas que são utilizadas para caminhadas e motociclismo e propiciam o turismo rural. Também cabem ser ressaltadas as matas do Parque Estadual do Rio Doce (PERD), que são tombadas como patrimônio cultural municipal. No centro de educação ambiental do Projeto Oikós, que é mantido pela Aperam South America e se encontra integrado ao PERD, é possível visitar uma amostra da Mata Atlântica conservada, disponibilizando trilhas, mirantes, circuito de arvorismo e biblioteca.

#### Marcos urbanos

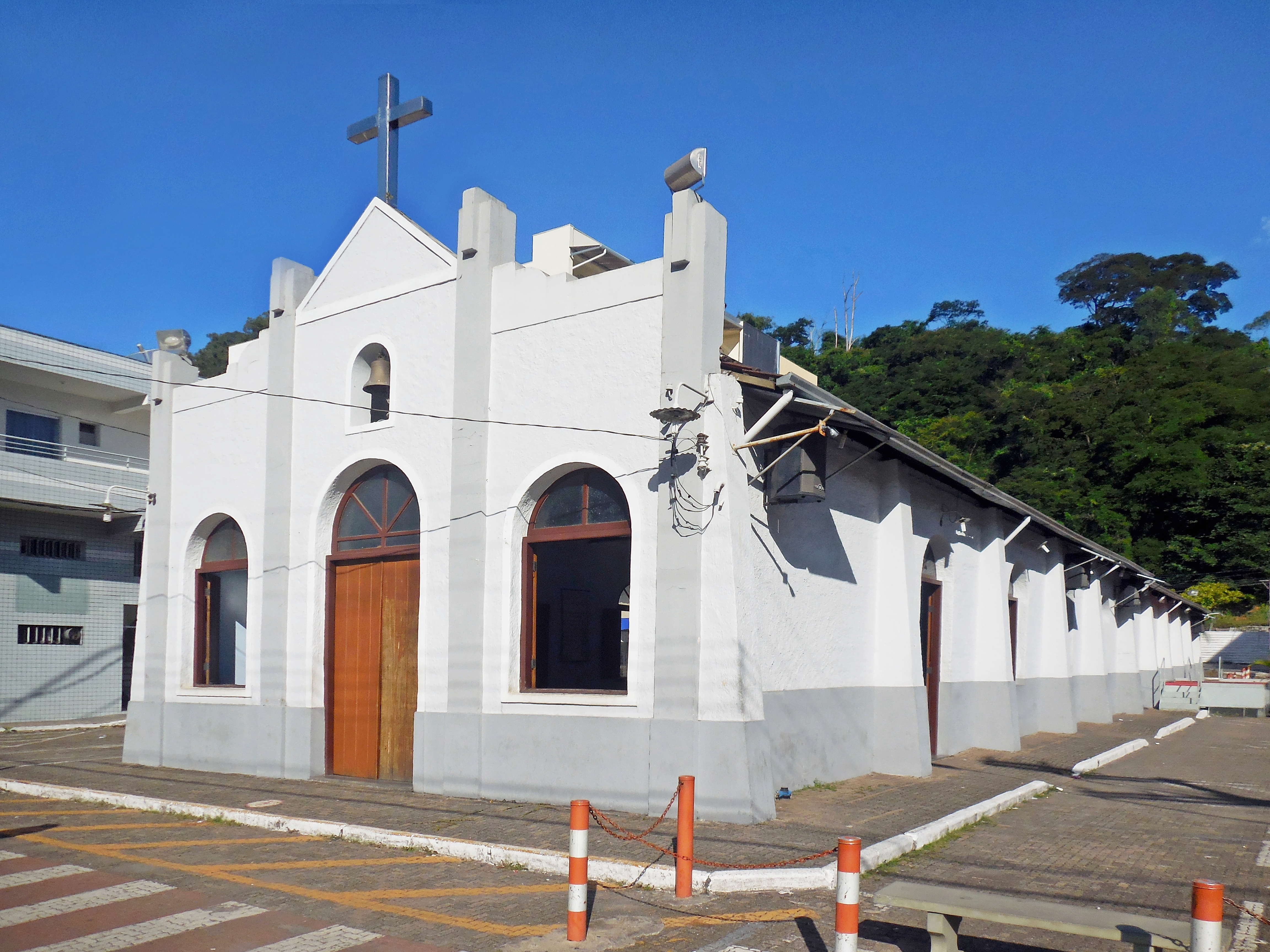
Igreja São José Operário de Acesita em 2017

A zona urbana concentra uma gama de atrativos que são considerados como principais marcos da cidade, seja pela importância patrimonial ou identificatória. A Igreja São José Operário da Praça 1º de Maio, também chamada de "Igreja São José de Acesita" ou "Igrejinha do Centro", foi construída pela Acesita para a celebração das atividades religiosas dos fiéis da vila operária da empresa e teve sua inauguração em 1947. O público que é recebido em algumas celebrações, que chega a ultrapassar 1 500 pessoas, não é suportado pelo tamanho do templo, que comporta cerca de 100 pessoas sentadas e 300 em pé, o que obriga a realização de algumas atividades do lado de fora. O impasse sobre o tamanho da igreja, evitando a descaracterização de sua arquitetura original, foi resolvido com a construção de um novo templo na Rua 20 de Novembro, na mesma região do antigo, cuja pedra fundamental para início das obras foi lançada em 2 de agosto de 2018. A inauguração da obra, designada como nova Igreja Matriz de São José, da Paróquia São José, aconteceu em 14 de dezembro de 2023.
A Igreja de São José do Timirim se encontra no alto do bairro Timirim e teve sua construção iniciada em 1950, para servir como Matriz da Paróquia São José. Concluída somente 27 anos depois, foi baseada na Basílica de São Pedro, no Vaticano. A Igreja Matriz de São Sebastião, sede da Paróquia São Sebastião no Centro-Sul, por sua vez, teve sua edificação iniciada em 1950 para substituir a antiga igreja de pau a pique da localidade, que havia sido construída em 1915 em substituição à primeira capela do povoado. No trevo de acesso para Coronel Fabriciano pela antiga ponte da BR-381, está localizado o Monumento Sinergia, que foi projetado pela escultora Wilma Noel. Instalado na década de 1990, representa as administrações municipais das três principais cidades do Vale do Aço (Coronel Fabriciano, Ipatinga e Timóteo), sendo assim conhecido também como monumento "Três Cidades".

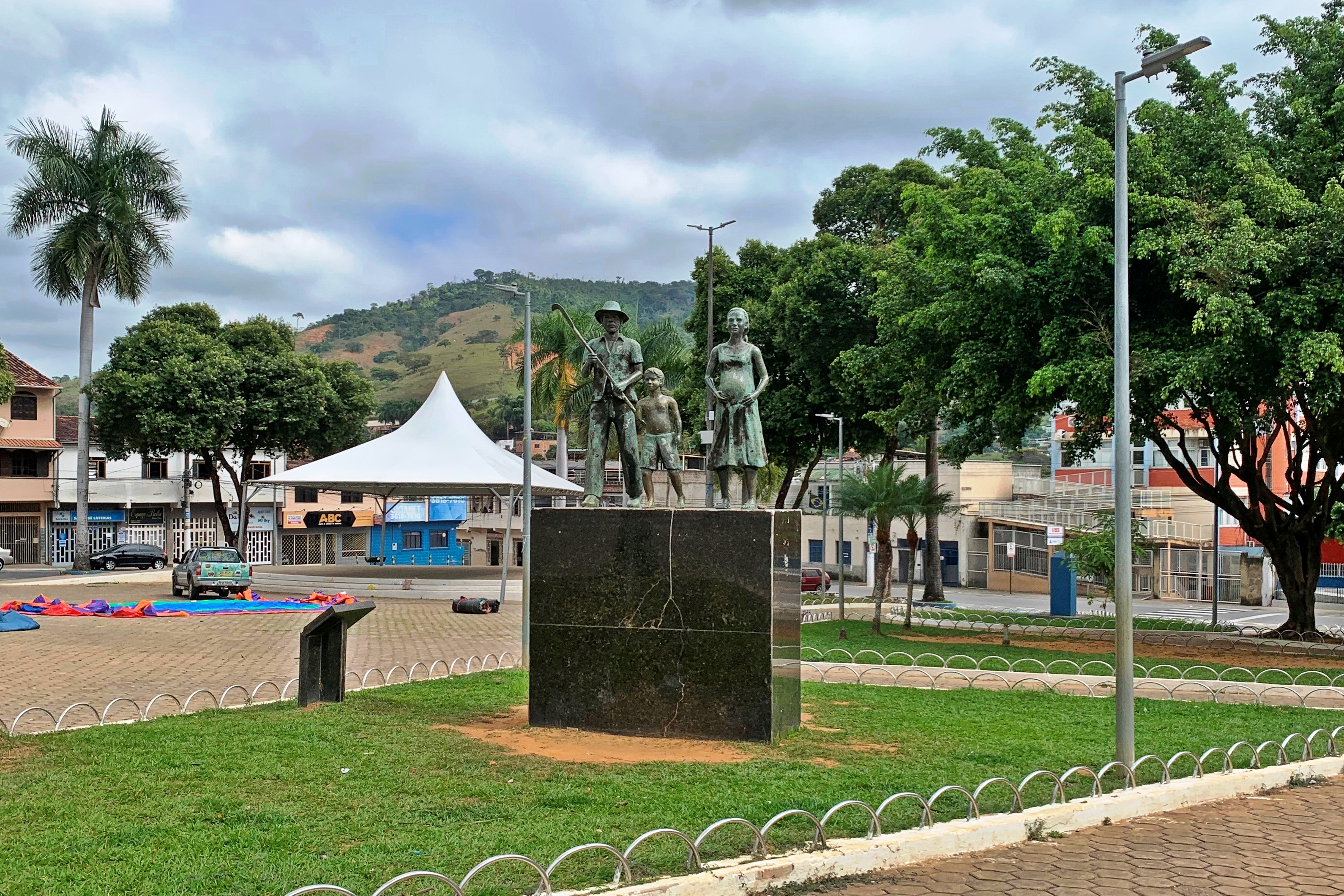
Praça 29 de Abril, ponto de referência no Centro-Sul.

No bairro Timirim, encontra-se a Praça do Coliseu, que foi projetada pelo arquiteto Éolo Maia e construída em 1983. Nela está situado um teatro de arena, onde são realizadas atividades culturais. No mesmo ano, Éolo Maia também projetou a Escola Estadual Percival Farquhar, situada no bairro Vale Verde, cujo prédio se destaca pelas estruturas autoportantes de tijolos maciços. O Forno Hoffmann, situado no bairro Novo Horizonte, foi construído em 1945 e serviu para a produção de tijolos destinados à edificação das residências da vila operária da então Acesita. Desativado na década de 60, foi usado posteriormente como casa noturna, mas precisou ser isolado devido ao estado de conservação. Apesar de ter sido abandonado e sofrido desabamento de paredes e do telhado, o local é utilizado para estudos e ocasionalmente recebe atividades culturais e ocupações. Em maio de 2023, foi assinada uma ordem de serviço para a concepção de um projeto de restauro.
Outros bens culturais, além dos já citados, incluem a antiga Escola Técnica de Metalurgia, construída pela Acesita em 1963 e desativada em 1994, quando seu prédio foi adquirido pela prefeitura; a "Biquinha", onde os moradores do então povoado de São Sebastião de Timóteo extraíam água para uso, no começo do século XX; e a Escola Estadual Getúlio Vargas, situada no bairro Funcionários e inaugurada em 1948. Conforme já citado, estes locais são tombados como patrimônio cultural do município. Também cabem ser ressaltadas as praças 29 de Abril e 1º de Maio, no Centro-Sul e Centro-Norte, respectivamente, que estão entre as principais áreas de lazer e de promoção de eventos da região.

### Esportes

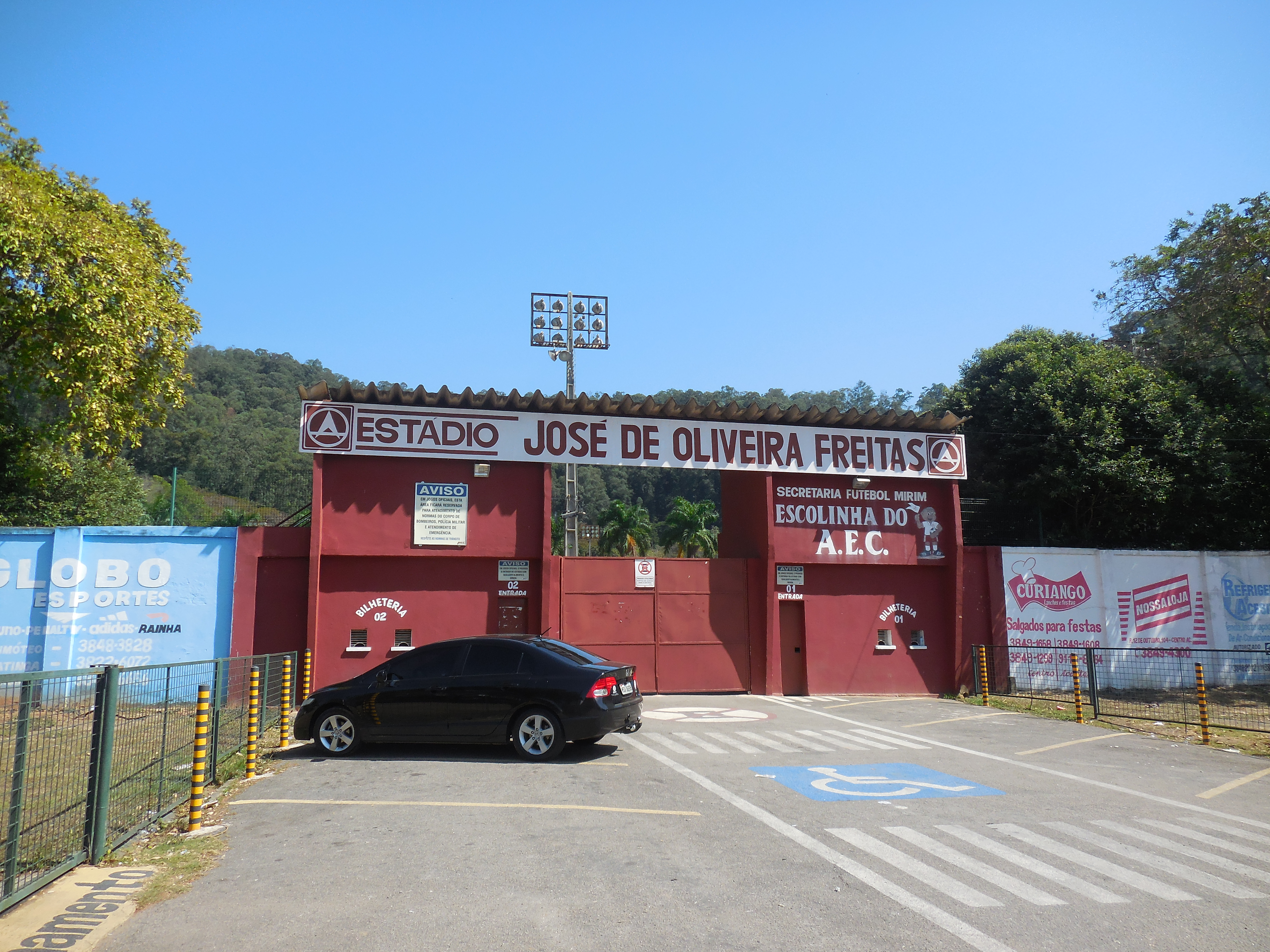
Entrada do Estádio José de Oliveira Freitas, no bairro João XXIII, "casa" do Acesita Esporte Clube.

Timóteo disponibiliza uma série de espaços e equipamentos destinados às práticas esportivas, dentre clubes, campos de futebol e ginásios, mas o futebol foi a modalidade mais beneficiada pelos primeiros incentivos ao esporte na cidade devido a sua popularidade. O Florestino Social Clube foi o primeiro clube de futebol do atual município, fundado na região do Centro-Sul em 12 de outubro de 1938. No entanto, a antiga Acesita foi a responsável pela realização dos primeiros campeonatos e pela formação do Acesita Esporte Clube, na década de 1940, visando a fornecer lazer aos trabalhadores da empresa, o que incentivou a criação de novas equipes.
As equipes que se formaram até a década de 1960 receberam incentivos da Acesita para se sustentarem, porém o Acesita Esporte Clube foi o time mais bem sucedido do município. Disputou competições profissionais do campeonato mineiro e é um dos recordistas de títulos dentre os principais campeonatos amadores das ligas municipais. Na mesma ocasião, a empresa ampliou os investimentos em outras modalidades esportivas, com a realização de torneios e a construção da sede social do Acesita Esporte Clube e da praça de esportes da Associação de Lazer dos Funcionários da Acesita (ALFA), concluída na década de 80. O ALFA, no entanto, foi desativado e teve sua área vendida em 2019. Desde a década de 50, já existiam o Elite Clube e o Clube Operário, porém a estrutura do Elite era focada em bailes e eventos, enquanto que o Operário, destinado às classes mais baixas de trabalhadores, privilegiava as práticas esportivas. Os investimentos em praças e centros de esporte pela cidade também foram intensificados pela administração pública após a emancipação do município.

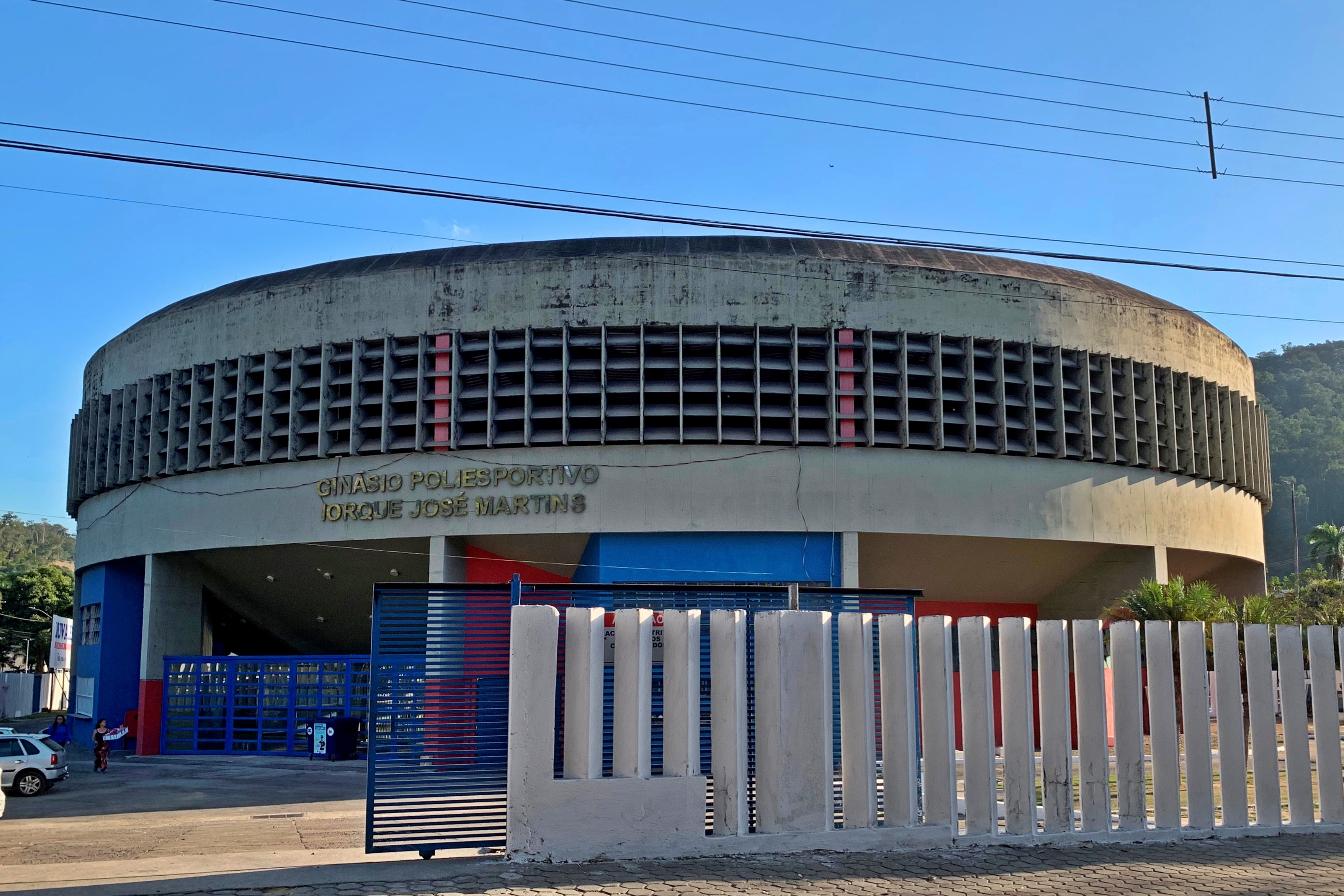
O Ginásio Iorque José Martins

A sede social do Acesita Esporte Clube, o Clube Campestre, conta com piscinas, quadras de basquete, vôlei, futebol de salão e tênis, além do Estádio José de Oliveira Freitas, o Jucão. O clube disponibiliza, além da recreação, cursos de algumas dessas modalidades esportivas e a escola de futebol do Acesita. Outros estádios de futebol da cidade são o Joaquim Cirilo, o campo do Vila Nova, no bairro Quitandinha; e o General Ney Futuro Rocha, no bairro São Cristóvão. O Ginásio Iorque José Martins, que foi inaugurado em 1986 e reinaugurado em junho de 2016, após ter sido desativado devido a problemas hidráulicos no ano 2000, disponibiliza quadras poliesportivas, quadra de areia e pista de caminhada. Também cabe ressaltar a existência de programas de incentivo à prática esportiva pelas crianças e adolescentes mantidos pelo poder público e campeonatos que envolvem escolas públicas e particulares, que se enfrentam em partidas de diversos esportes.

### Feriados e símbolos
Em Timóteo há três feriados municipais e oito feriados nacionais, além dos pontos facultativos. Os feriados municipais são o dia do aniversário da cidade, comemorado em 29 de abril; o Corpus Christi, que em 2025 é celebrado no dia 19 de junho; e a Assunção de Nossa Senhora, em 15 de agosto.
O município conta ainda com símbolos em caráter oficial, que são a bandeira e o brasão. Foram desenhados por João Pinto, desenhista da antiga Acesita, e oficializados pela lei nº 179 de 22 de janeiro de 1968. A bandeira é constituída do brasão municipal centralizado em um retângulo azul, branco e vermelho. O brasão, por sua vez, compõe-se de três estrelas que simbolizam os Poderes Executivo, Legislativo e Judiciário. O triângulo representa o equilíbrio entre os poderes; a pira olímpica o comércio; e a engrenagem e a bigorna a indústria.